# Mănăstirea Sihăstria Tarcăului

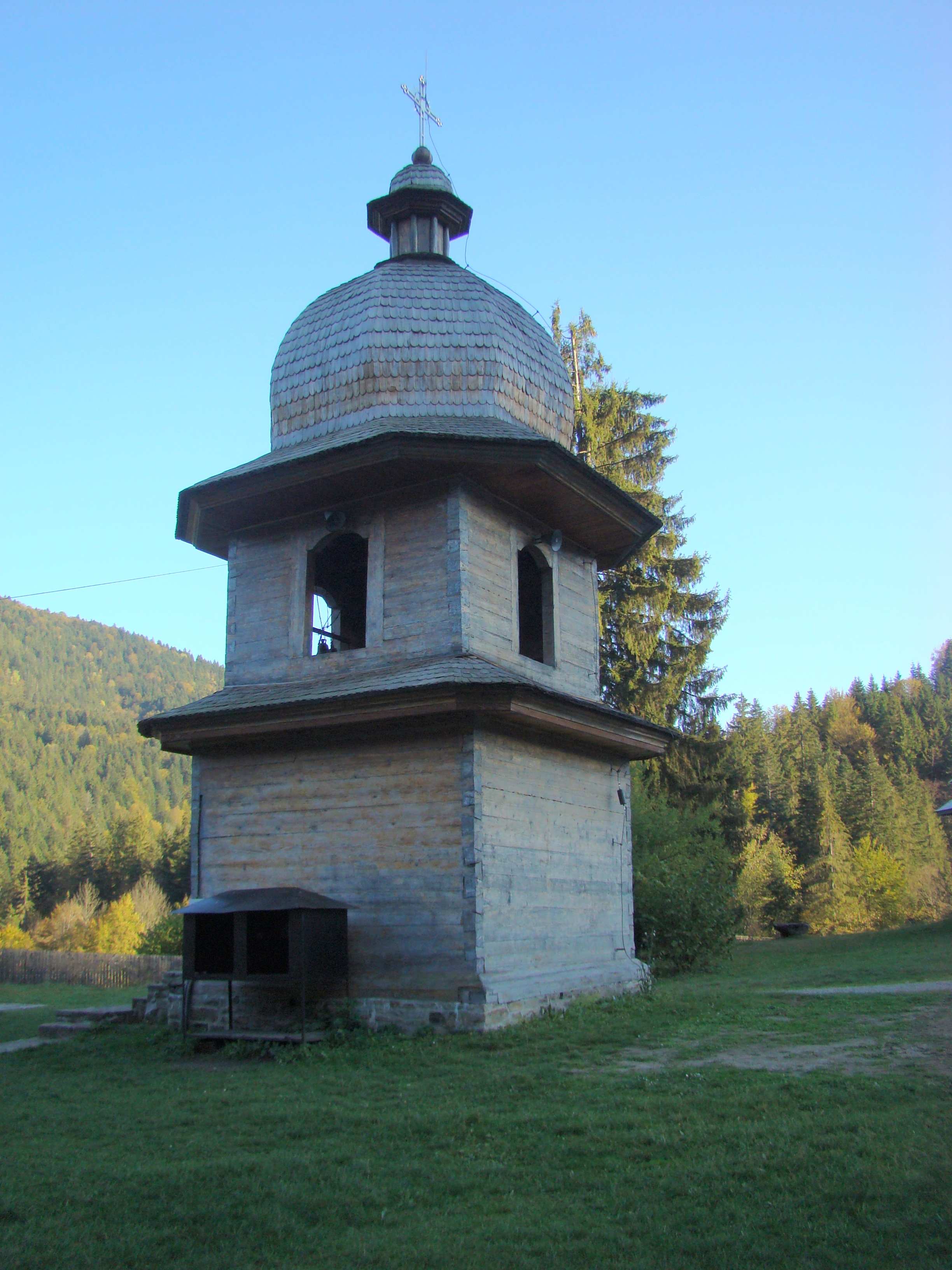
Turnul clopotniță

Mănăstirea Sihăstria Tarcăului este un ansamblu de monumente istorice aflat pe teritoriul satului Schitu Tarcău, comuna Tarcău, județul Neamț. Figurează pe lista monumentelor istorice  cod LMI NT-II-a-A-10701.
Ansamblul este format din trei monumente:
- Biserica de lemn „Duminica Tuturor Sfinților” (cod LMI NT-II-m-A-10701.01)
- Case monahale                    (cod LMI NT-II-m-A-10701.02)
- Turn clopotniță                  (cod LMI NT-II-m-A-10701.03)

## Istoric și trăsături
Schitul a fost înființat în 1828-1833 de Ieroschimonahul și duhovnicul Avramie, primul egumen al așezământului. Schitul și-a luat numele de la masivul Tarcău și râul cu același nume. Este menționat pentru prima dată într-un document din martie 1832, prin care mitropolitul Veniamin Costache al Moldovei îi cerea protopopului de Neamț să împlinească rugămintea ieroschimonahului Avramie, de a pune temelia Schitului Tarcău. Schitul a fost sfințit în 1833 de către Episcopul Vicar Sebastian de la Iași, primind hramul Duminica Tuturor Sfinților. Din „Pomelnicul ctitorilor", scris în limba română, cu litere chirilice, și păstrat  în altarul bisericii de la Sihăstria Tarcăului, aflăm că lăcașul de rugăciune al călugărilor de aici s-a ridicat „...în zilele binecredinciosului marelui domn și împărat a toată Rusia, Nicolae Pavlovici, cu blagoslovenia preasfințitului arhiepiscop și mitropolit al Moldovei, Kiria Kir Veniamin, la anul 1833, de către ieroschimonahul Avramie și alți donatori”.
Schitul de la Tarcău s-a aflat sub îndrumarea și ascultarea Mănăstirii Bistrița până la anul 1900, când a obținut statutul de mănăstire independentă. După 45 de ani, din cauza împuținării numărului de călugări, Mănăstirea Tarcău revine la statutul său de schit al Bistriței, sub ascultarea căreia se va afla până în 1990, când revine la rang de mănăstire, tot cu obște de călugări.
Biserica mănăstirii este construită din lemn de frasin pe fundație de piatră, de meșteri locali anonimi. 
Este realizată în stilul clasic moldovenesc, în formă de cruce, cu o singură turlă deaspra naosului. Altarul este spațios, luminat de o fereastră la est. Catapeteasma, frumos sculptată, se înalță până la boltă și este ridicată în 1833. Pe spate se află inscripția: „Această biserică este făcută de robul lui Dumnezeu Avramie ieroschimonah, egumen și duhovnic”.
Naosul are două abside laterale largi, este luminat de o fereastră la sud și alta la nord și se delimitează de pronaos printr-un perete de scândură, cu o deschidere largă. Pronaosul este luminat de o fereastră la vest și alta la nord. Toate ferestrele sunt din lemn, dreptunghiulare, terminate în arc și întărite cu grilaje de metal. Pridvorul din lemn a fost adăugat mai târziu, în anul 1936. Are o  ușă de intrare pe latura de sud, ușă în două canaturi cu geamuri în partea superioară. Interiorul bisericii nu este pictat, pereții fiind împodobiți de icoane. Lângă biserică se află crucea egumenului Avramie.
Clopotnița, aflată la 10 m sud-vest de biserică, este construită din lemn în anul 1868. Are formă pătrată, cu acoperișul în formă de mitră arhierească și este acoperită cu șindrilă.
între anii 1967-1968 au fost refăcute chiliile vechi, iar după 1990 s-au finalizat și corpurile noi de chilii și noul paraclis aflate în partea vestică a ansamblului monahal. Pisania paraclisului: „Cu vrerea Tatălui, cu ajutorul Fiului și împreună lucrarea Sfântului Duh ziditu-s-a această Sfântă Biserică cu hramul Sfântului Ierarh Ciprian în Schitul Tarcău în anii 1988 –1989, egumen fiind preotul Ioachim. În anul 1992, interiorul bisericii a fost împodobit cu pictură în tehnica „al fresco” de către Costin Rachieru și Zenaida Rotaru, sub păstorirea Arhimandritului Ciprian Zaharia. IPS Daniel, Mitropolitul Moldovei, înconjurat de un sobor de preoți și diaconi, a sfințit acest locaș și a înălțat rugăciuni către Dumnezeu, cinstind Biserica Sfântului”.

## Imagini din exterior

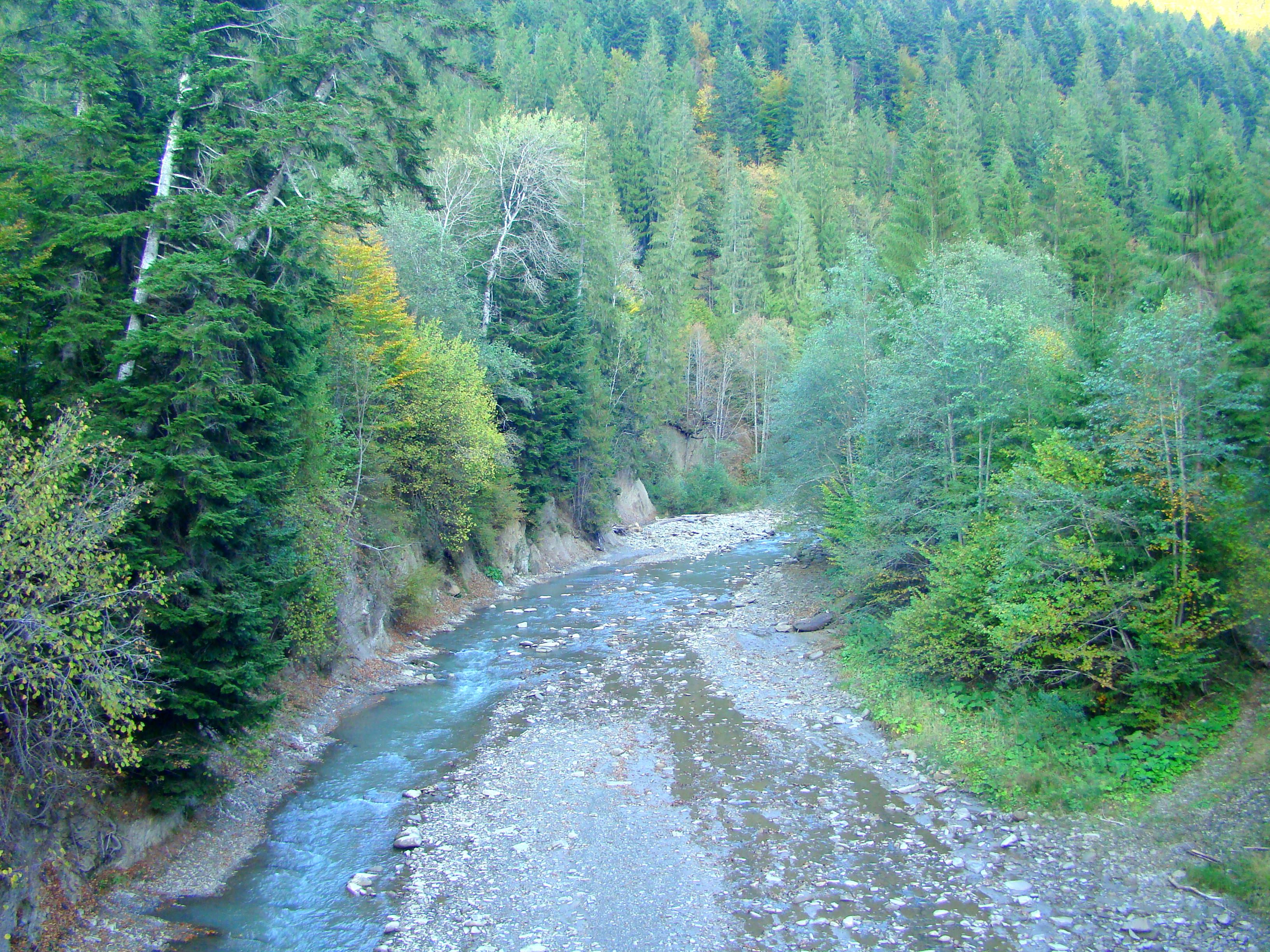
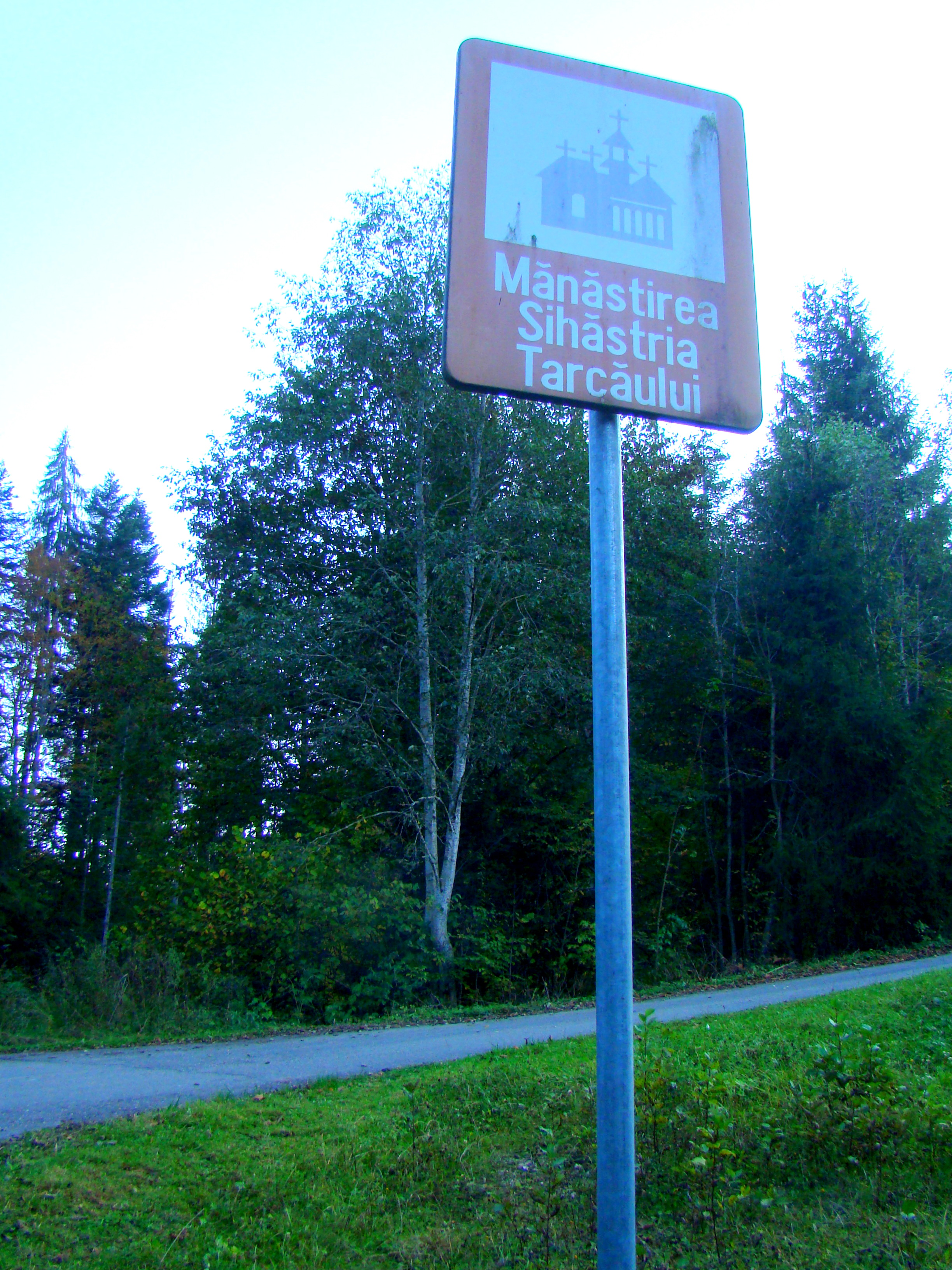
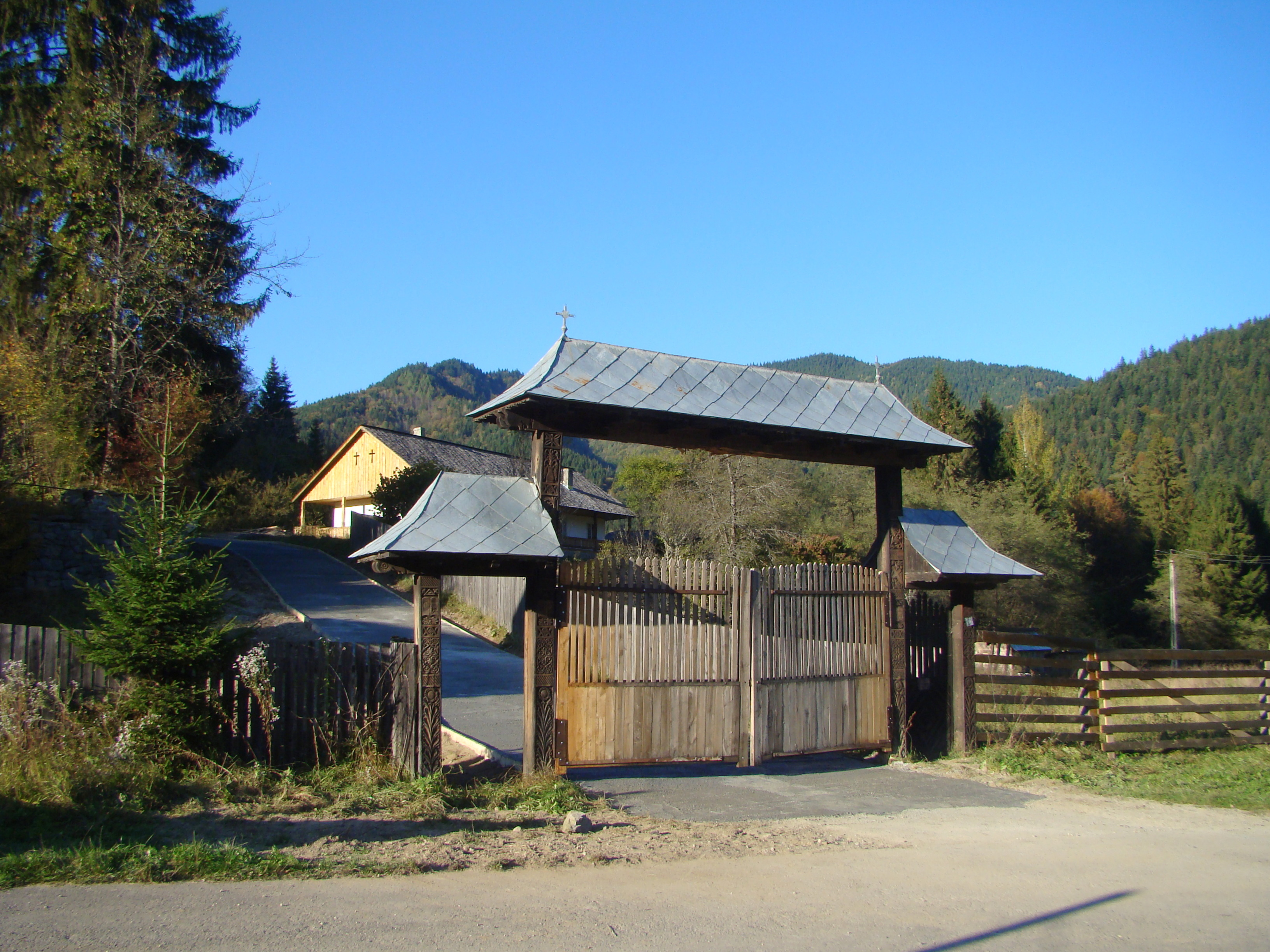
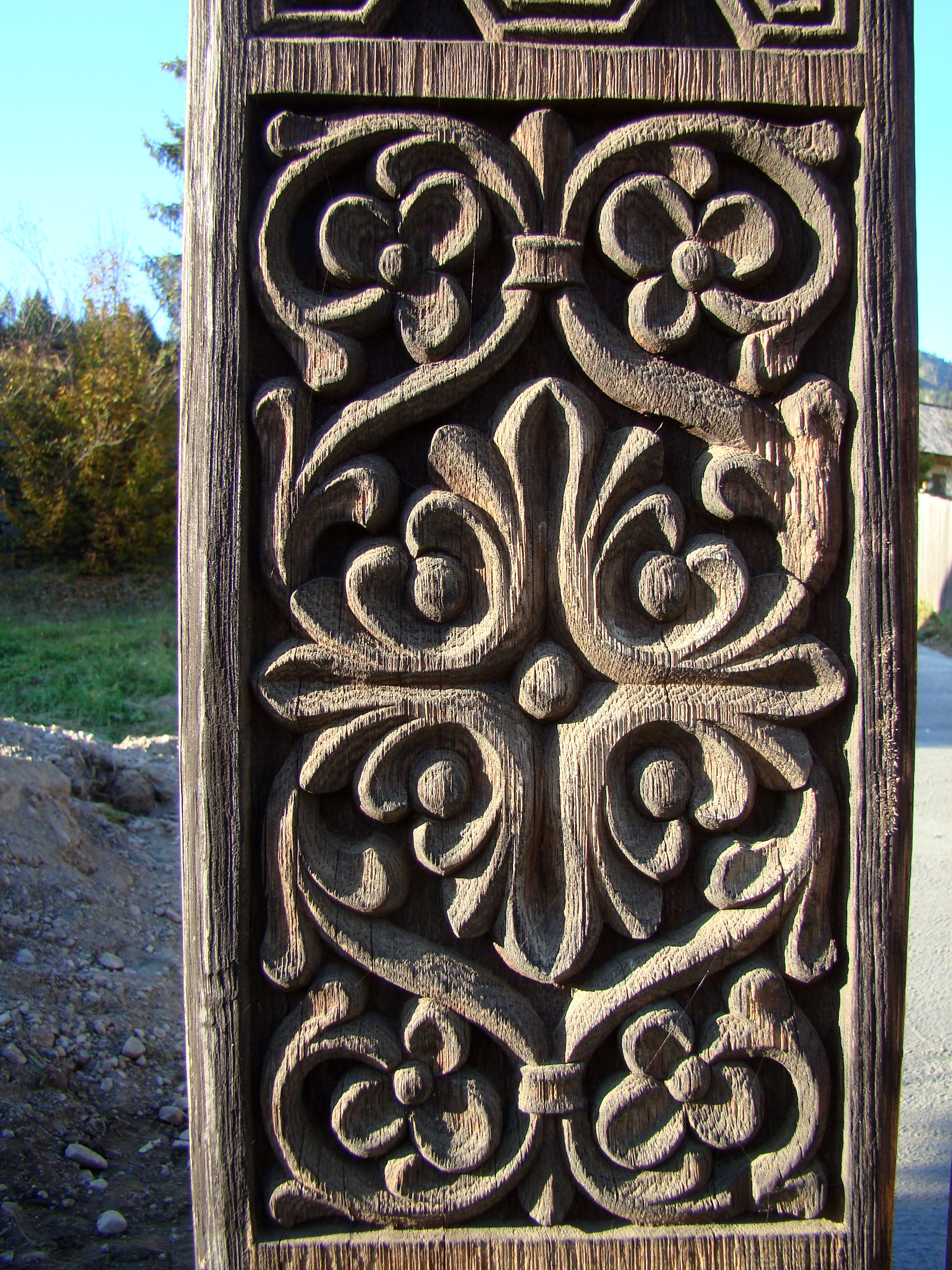
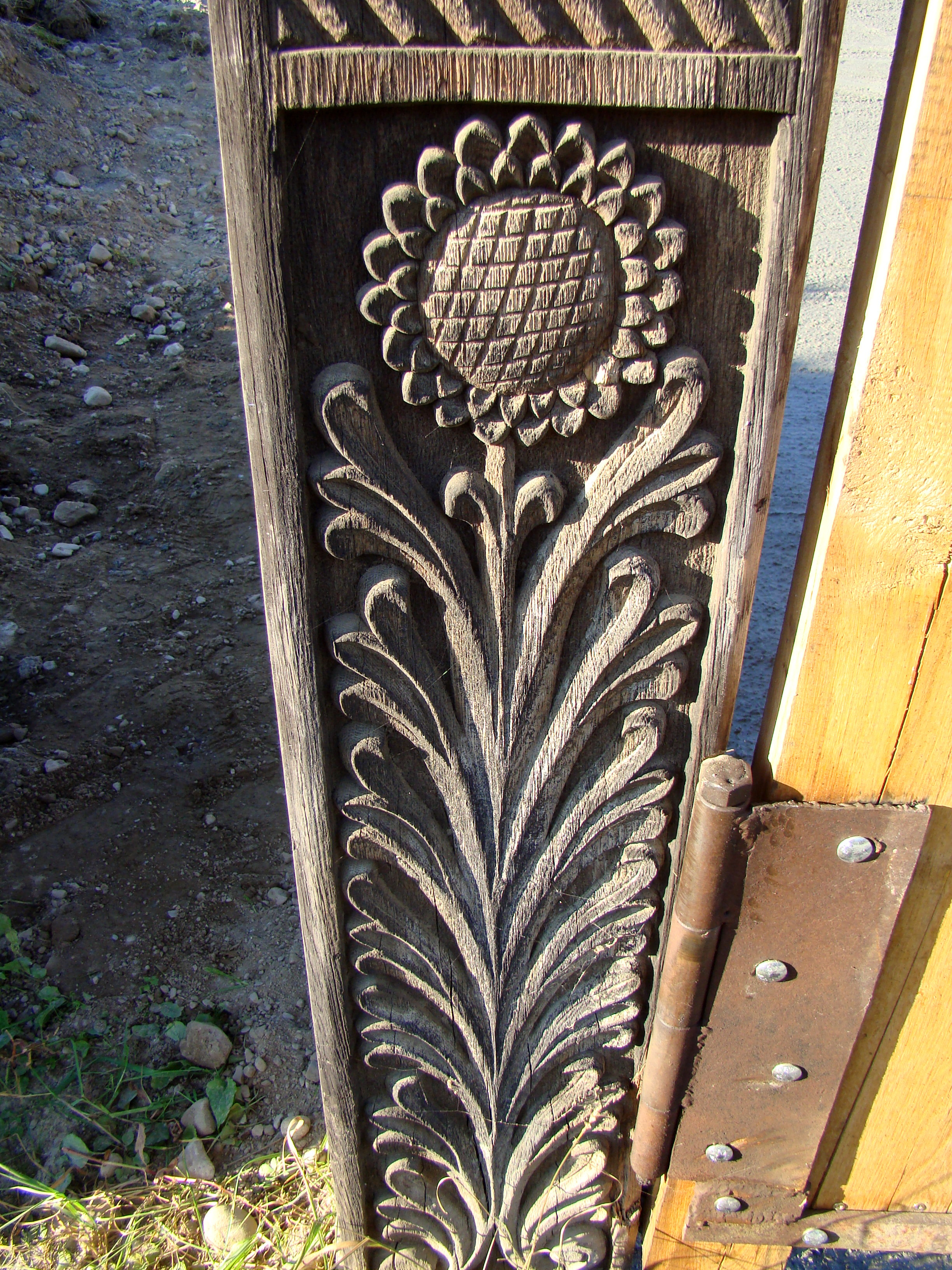
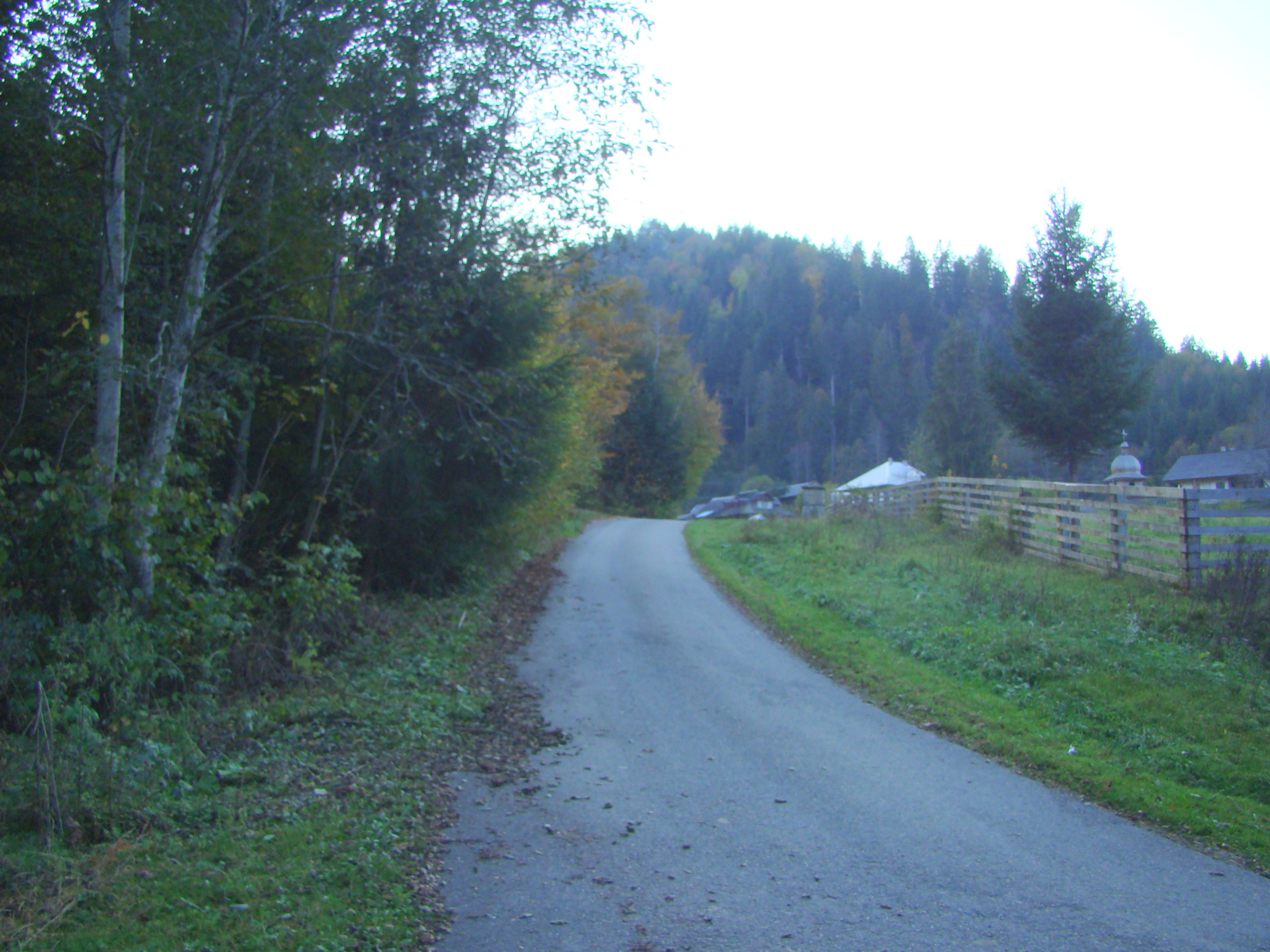
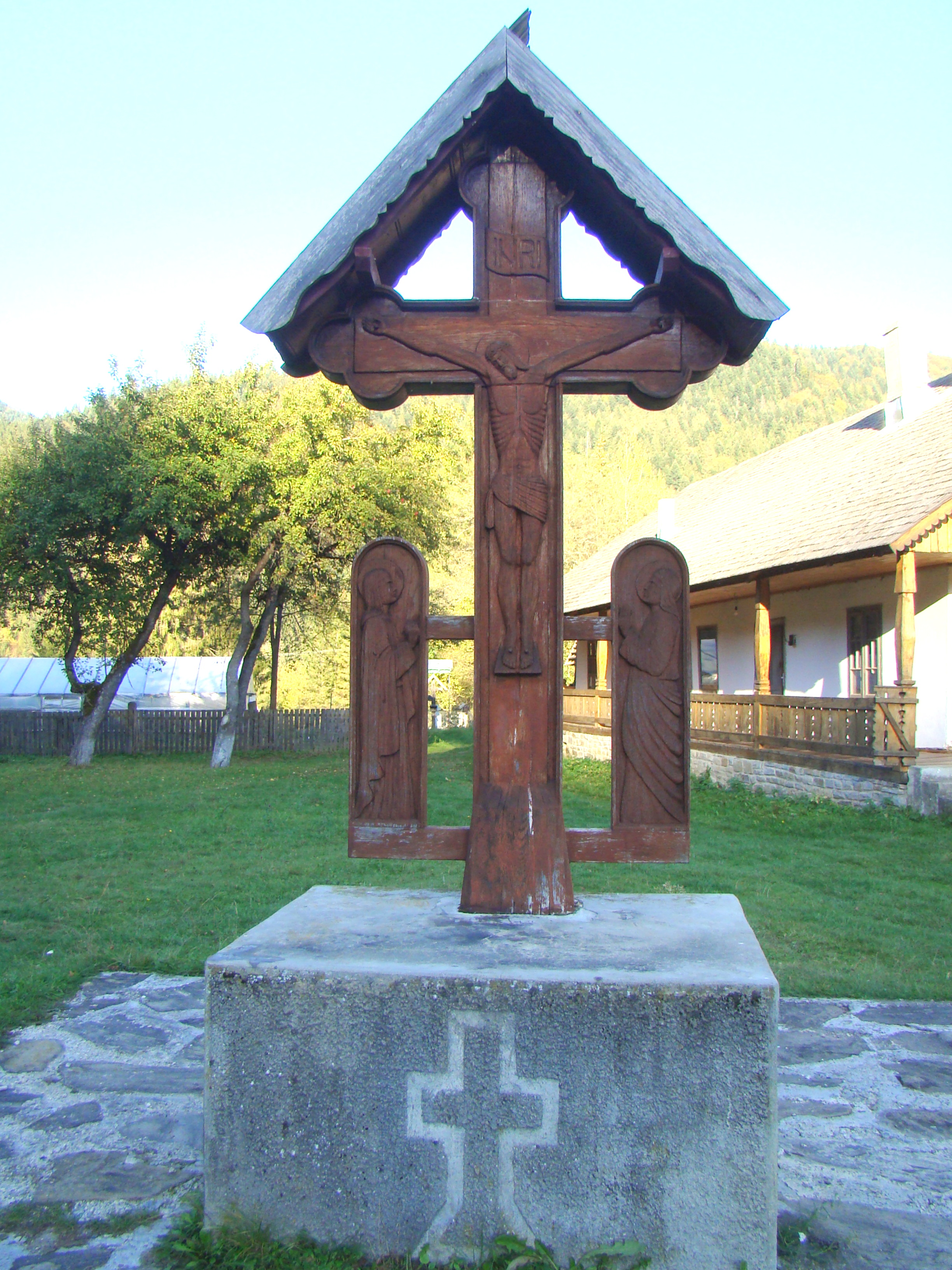
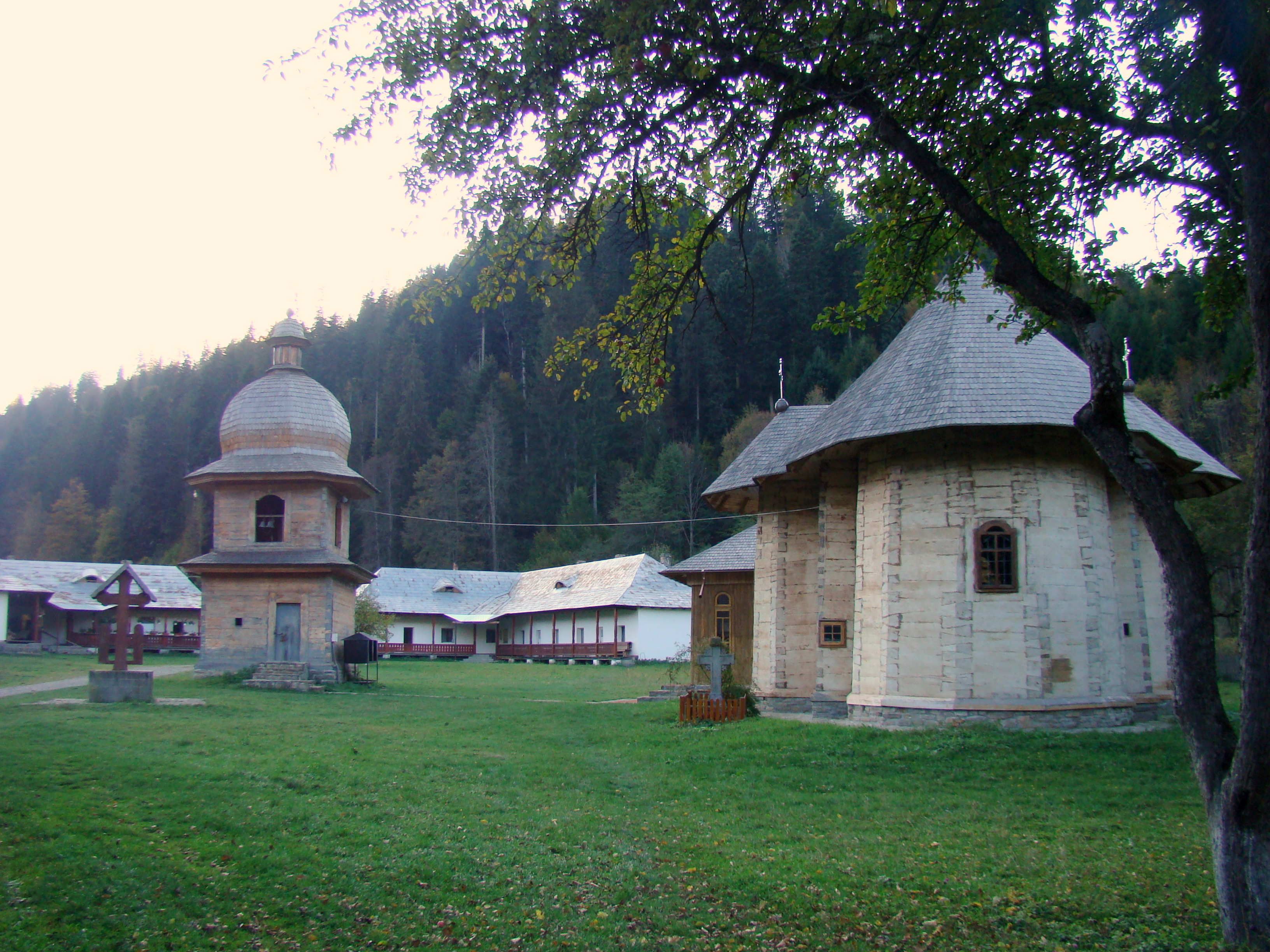
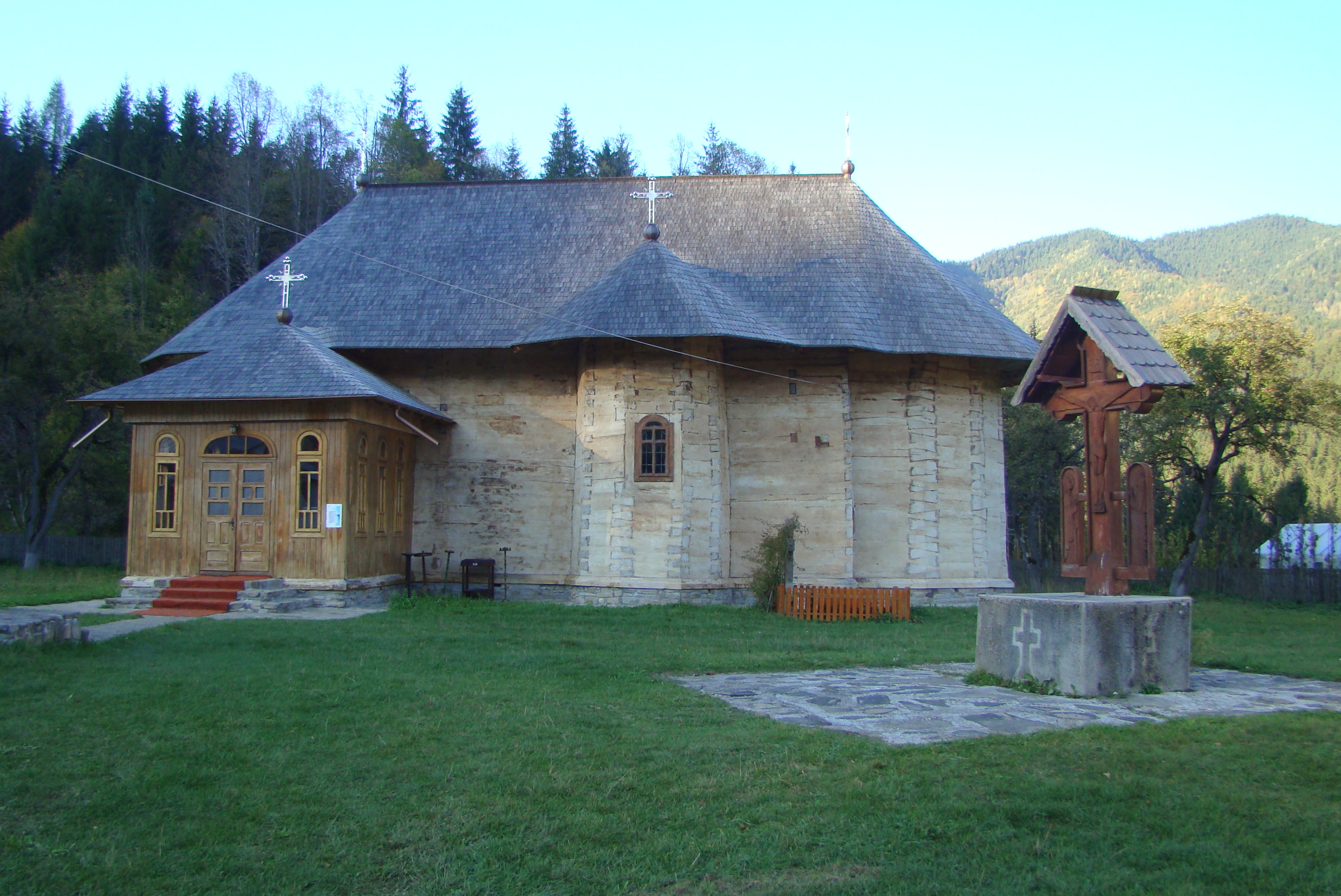
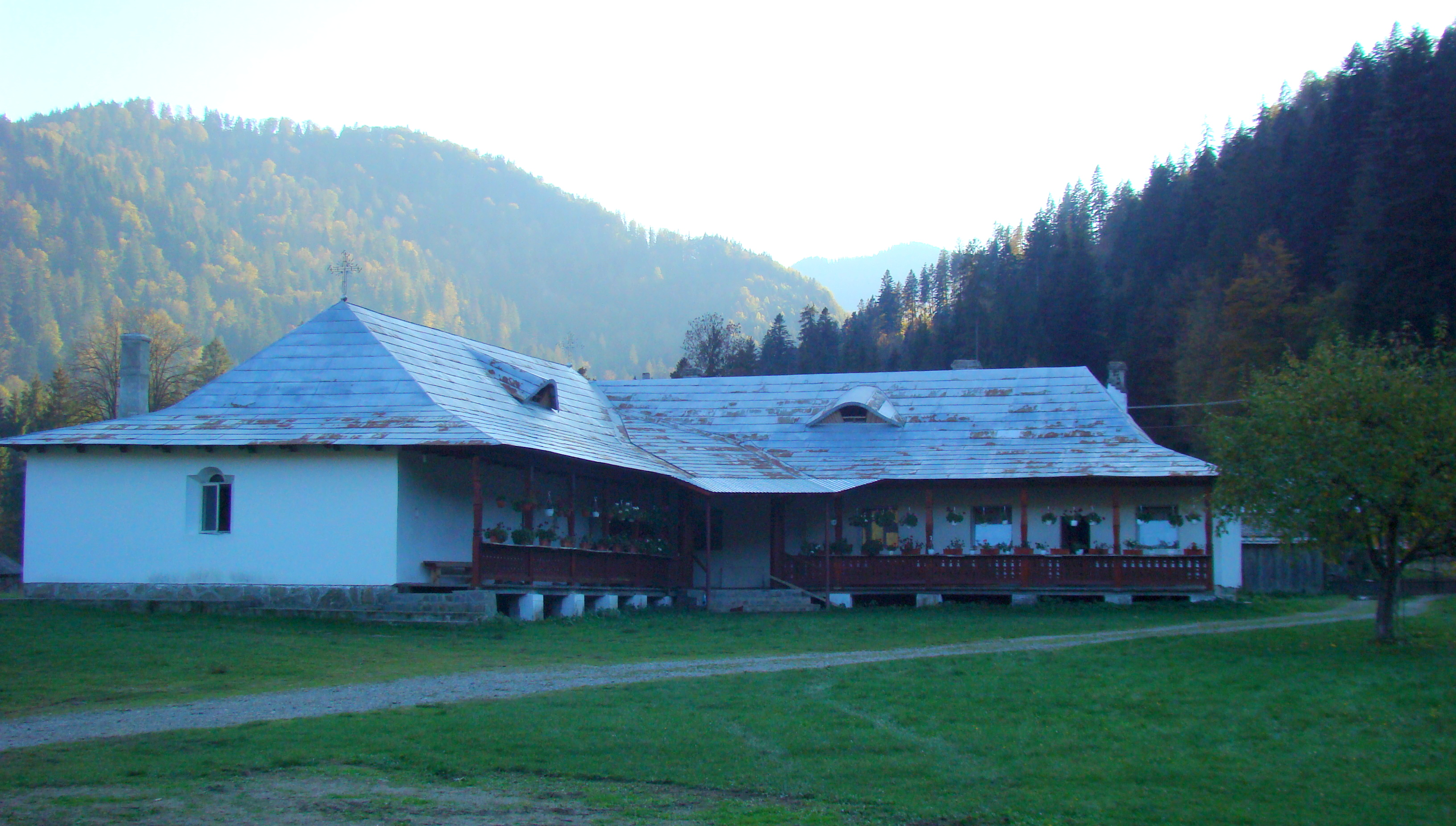
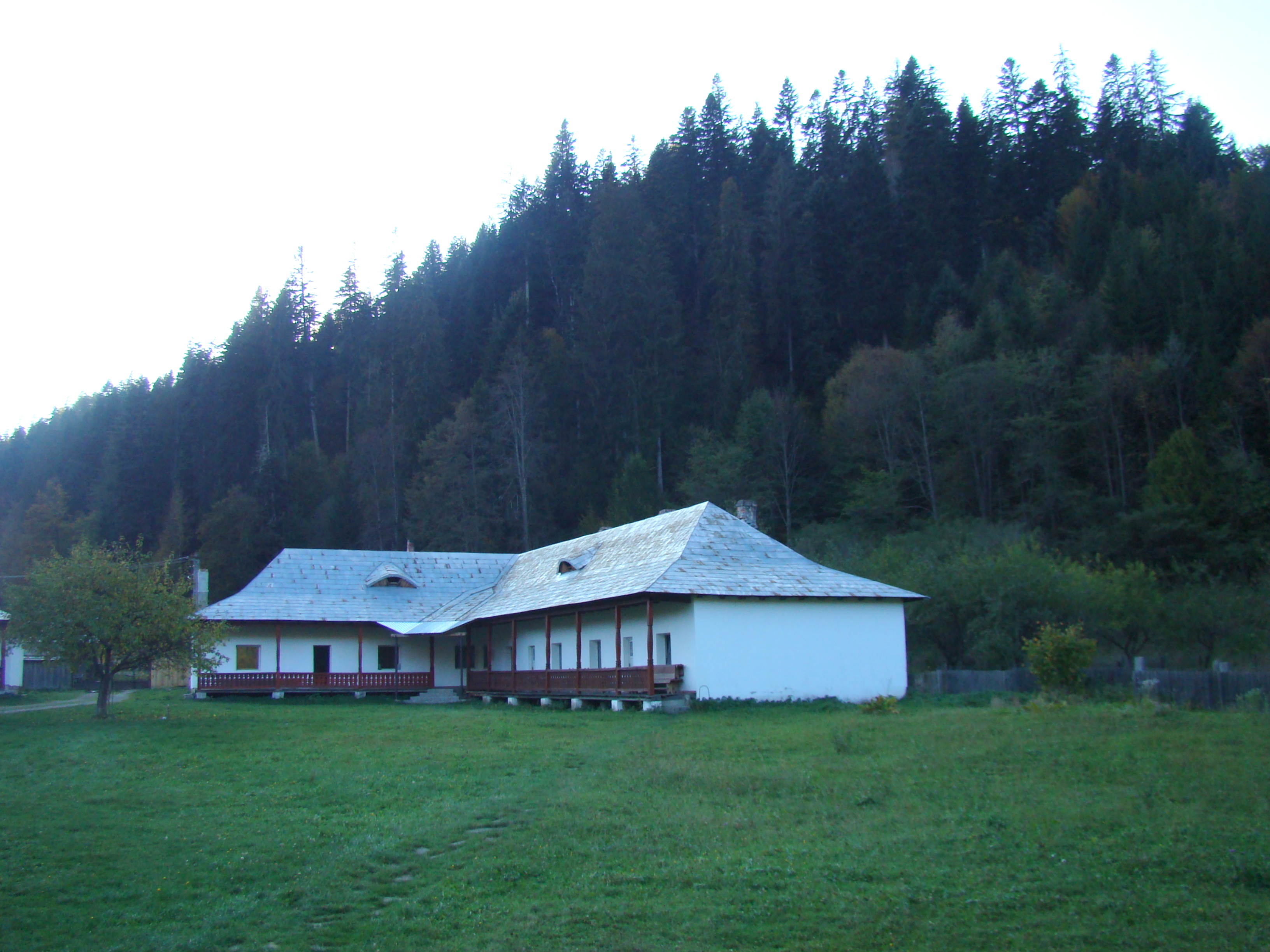
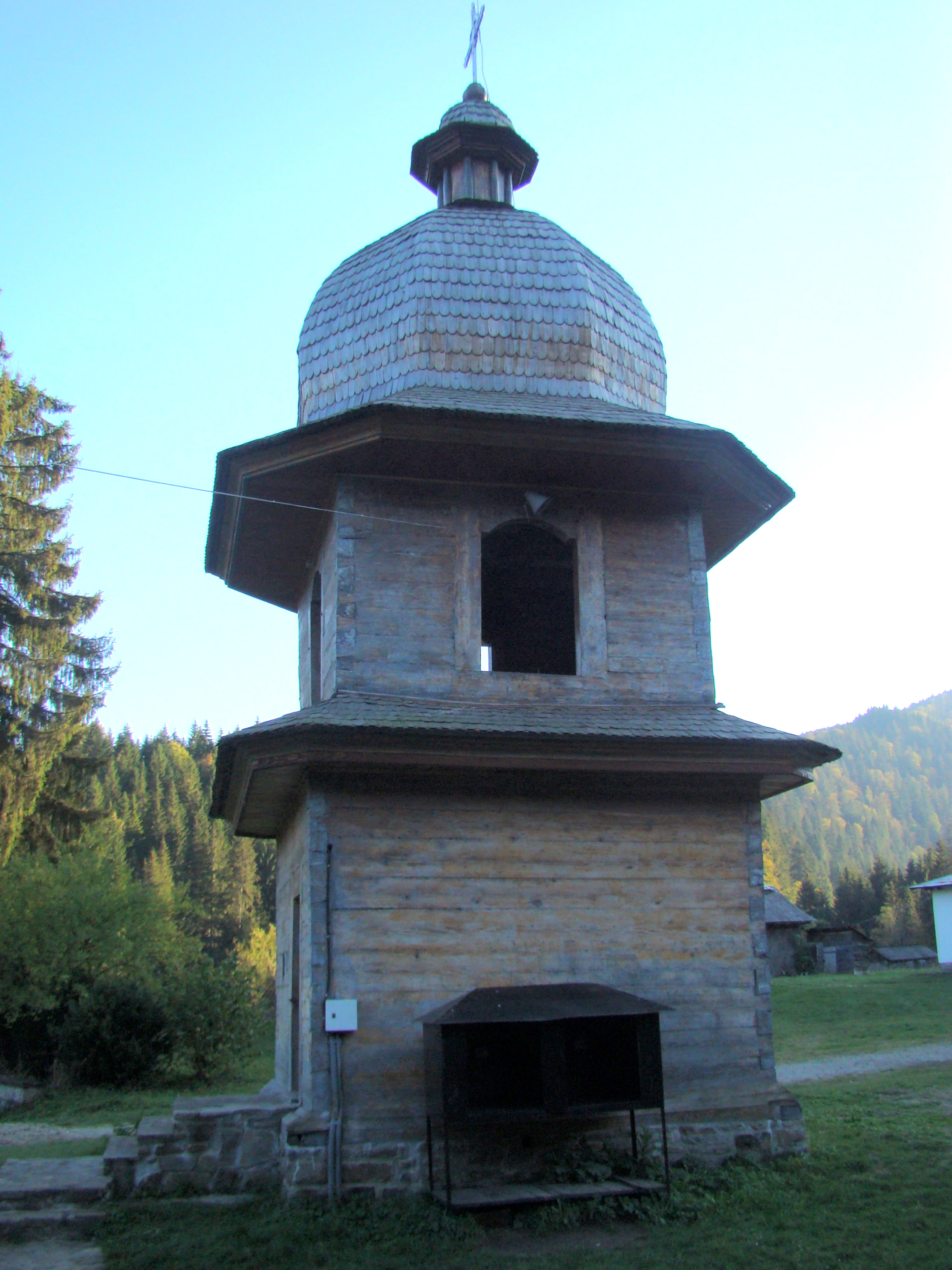
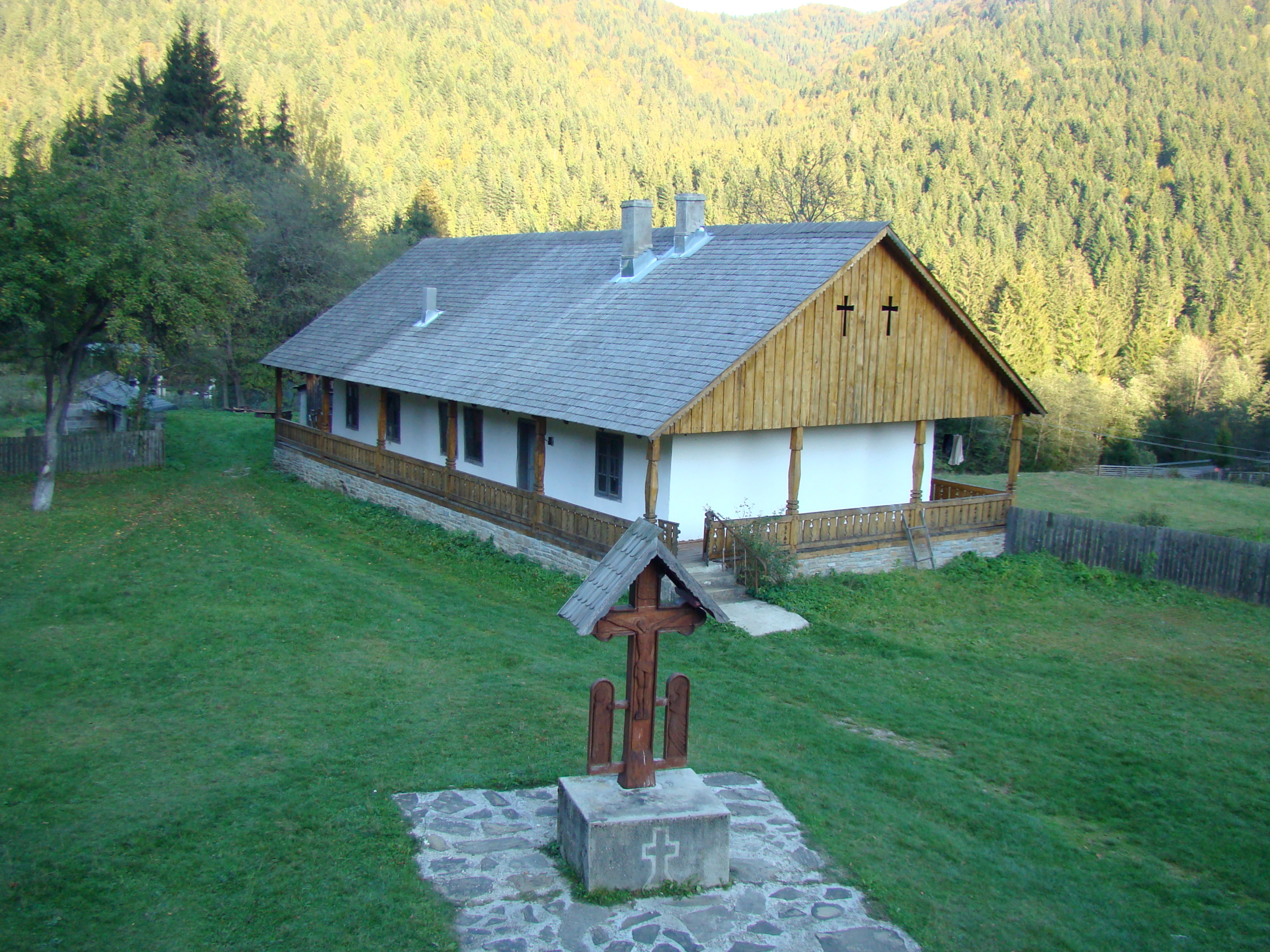
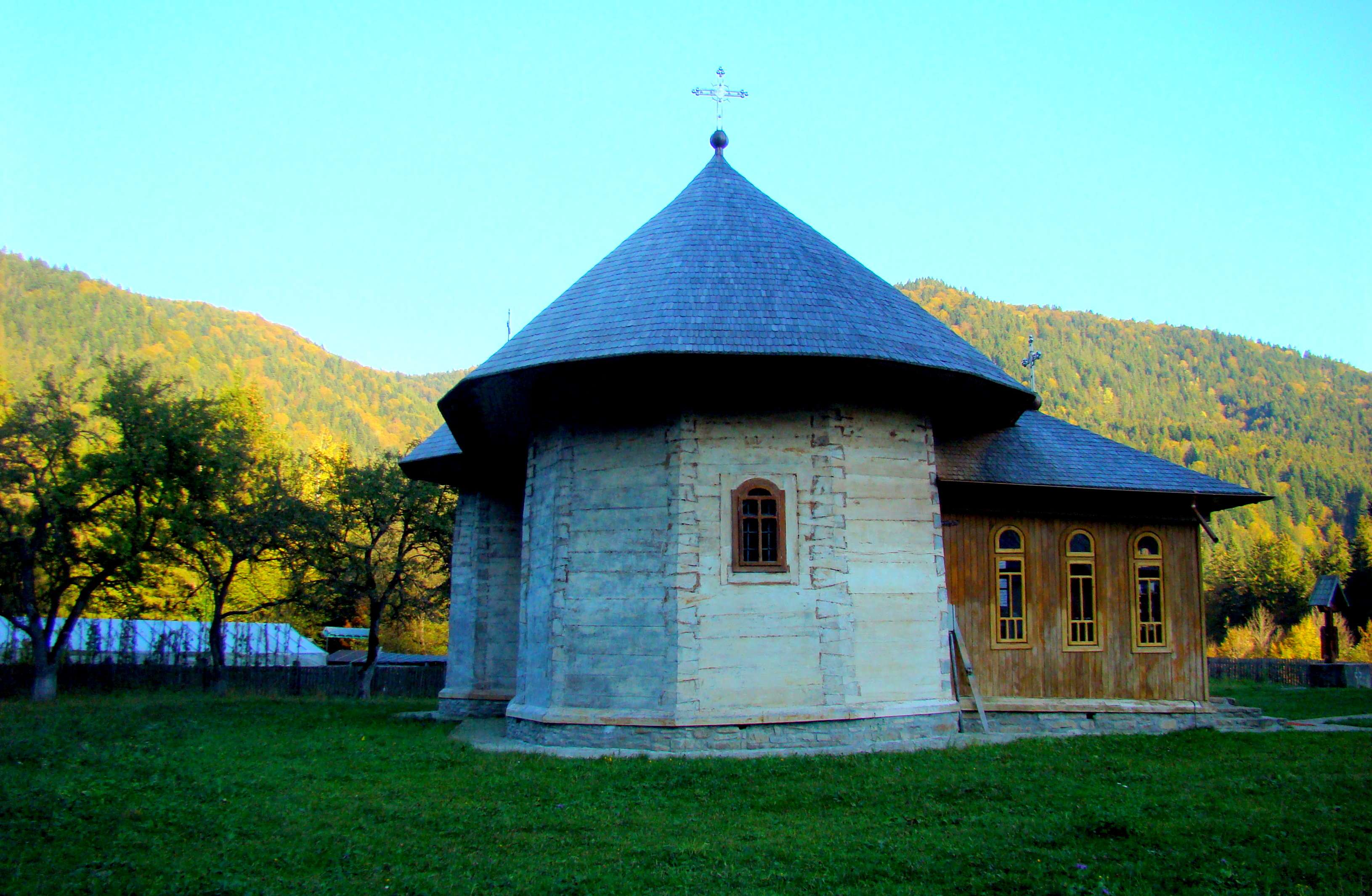
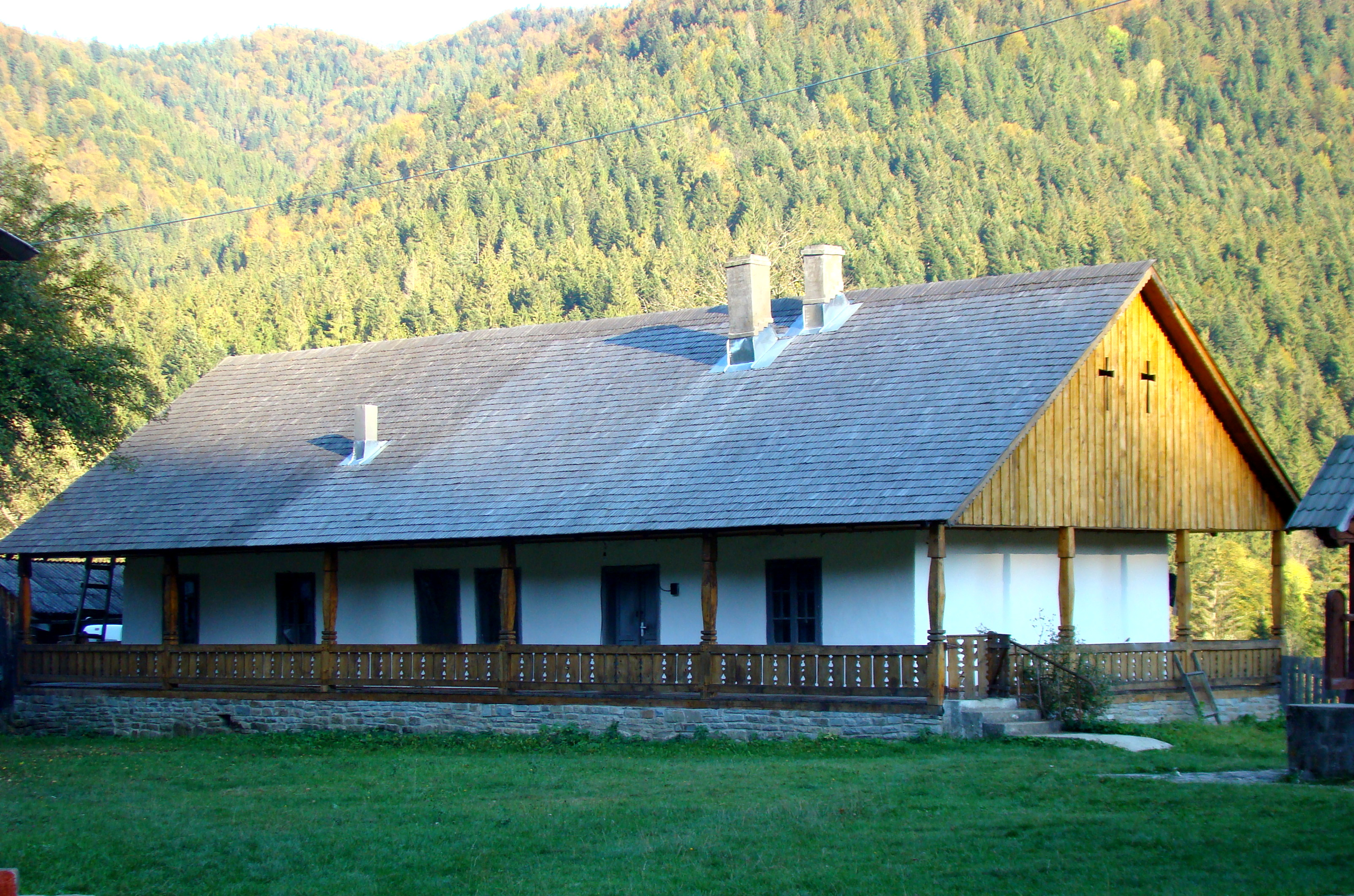
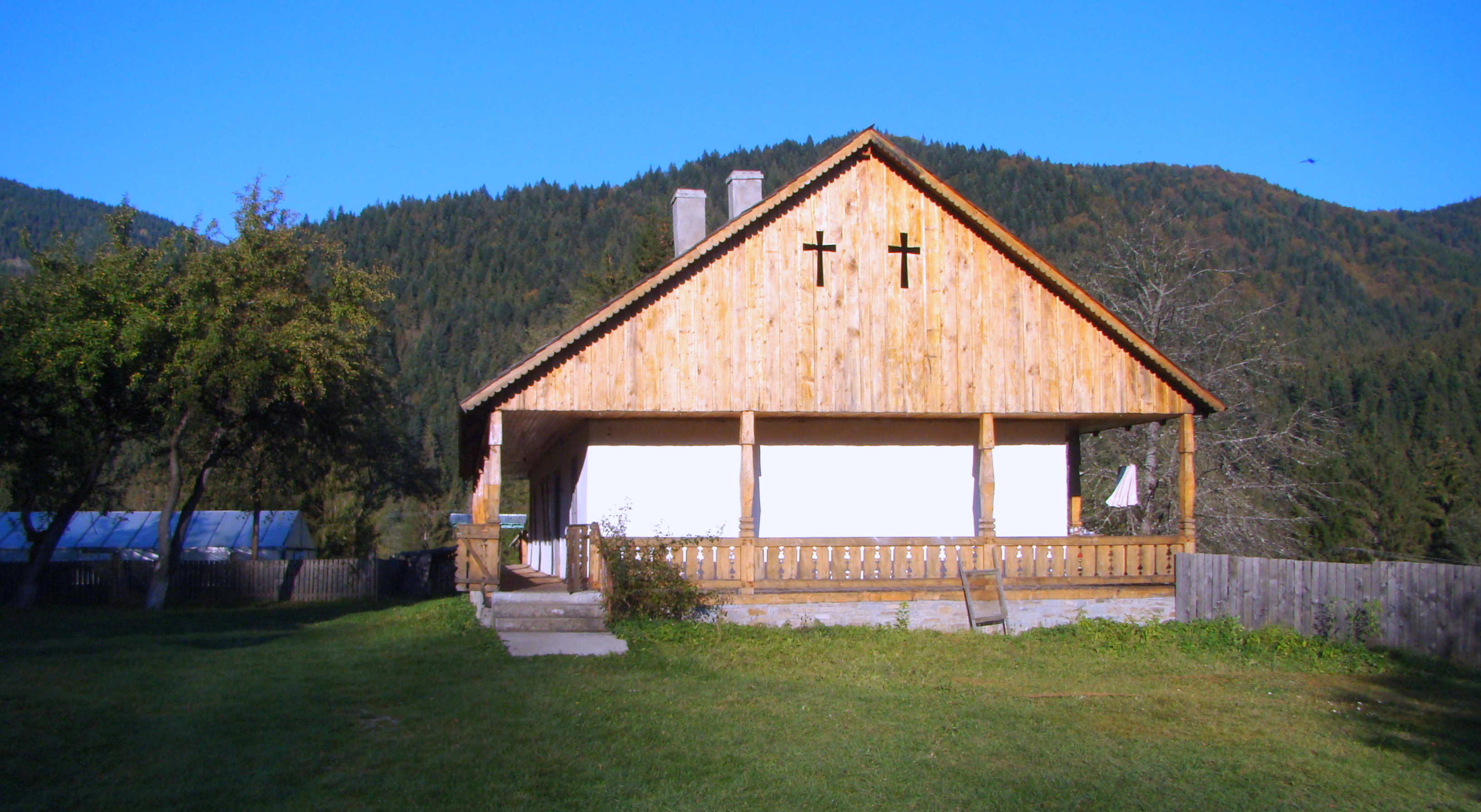
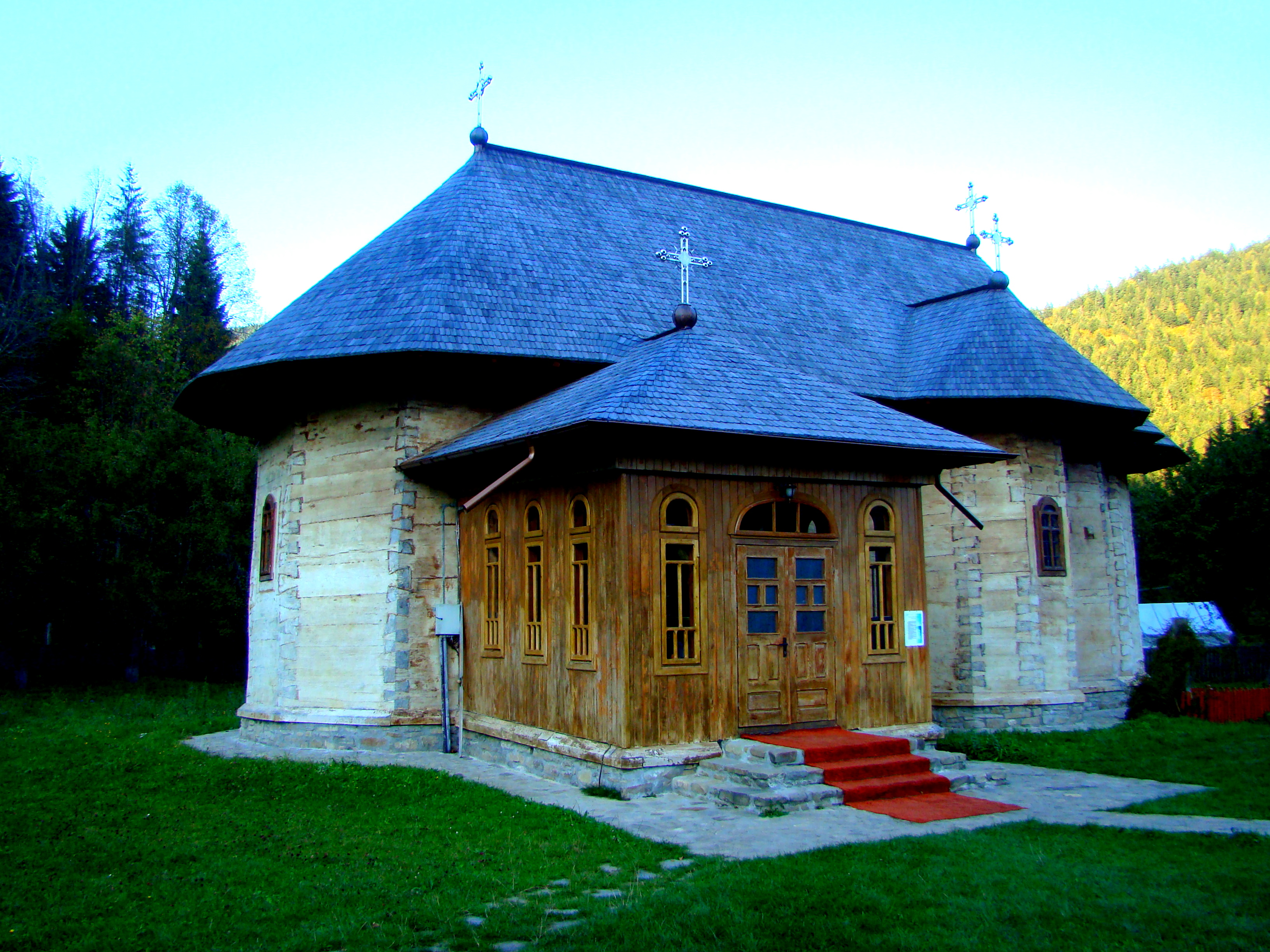
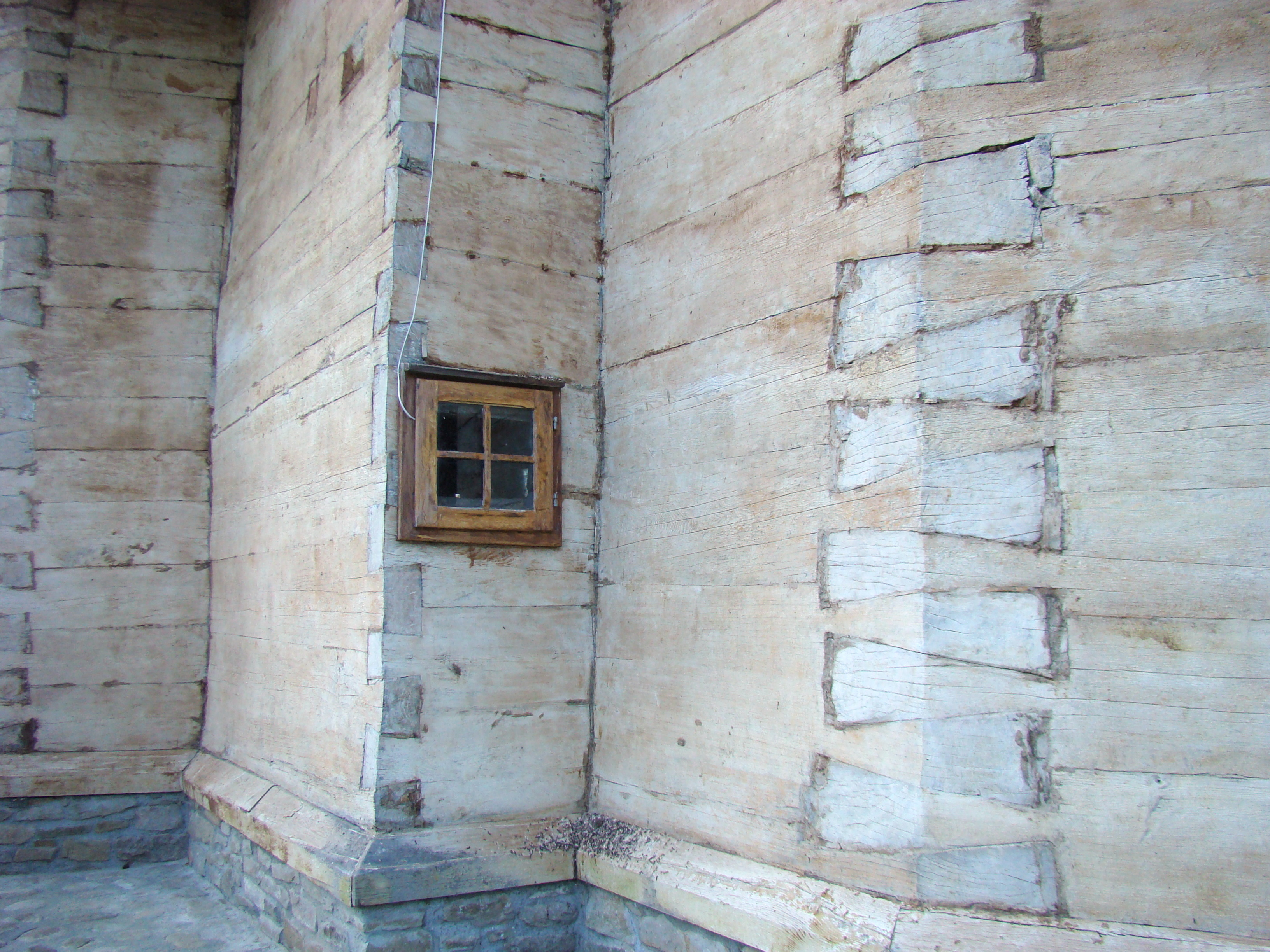
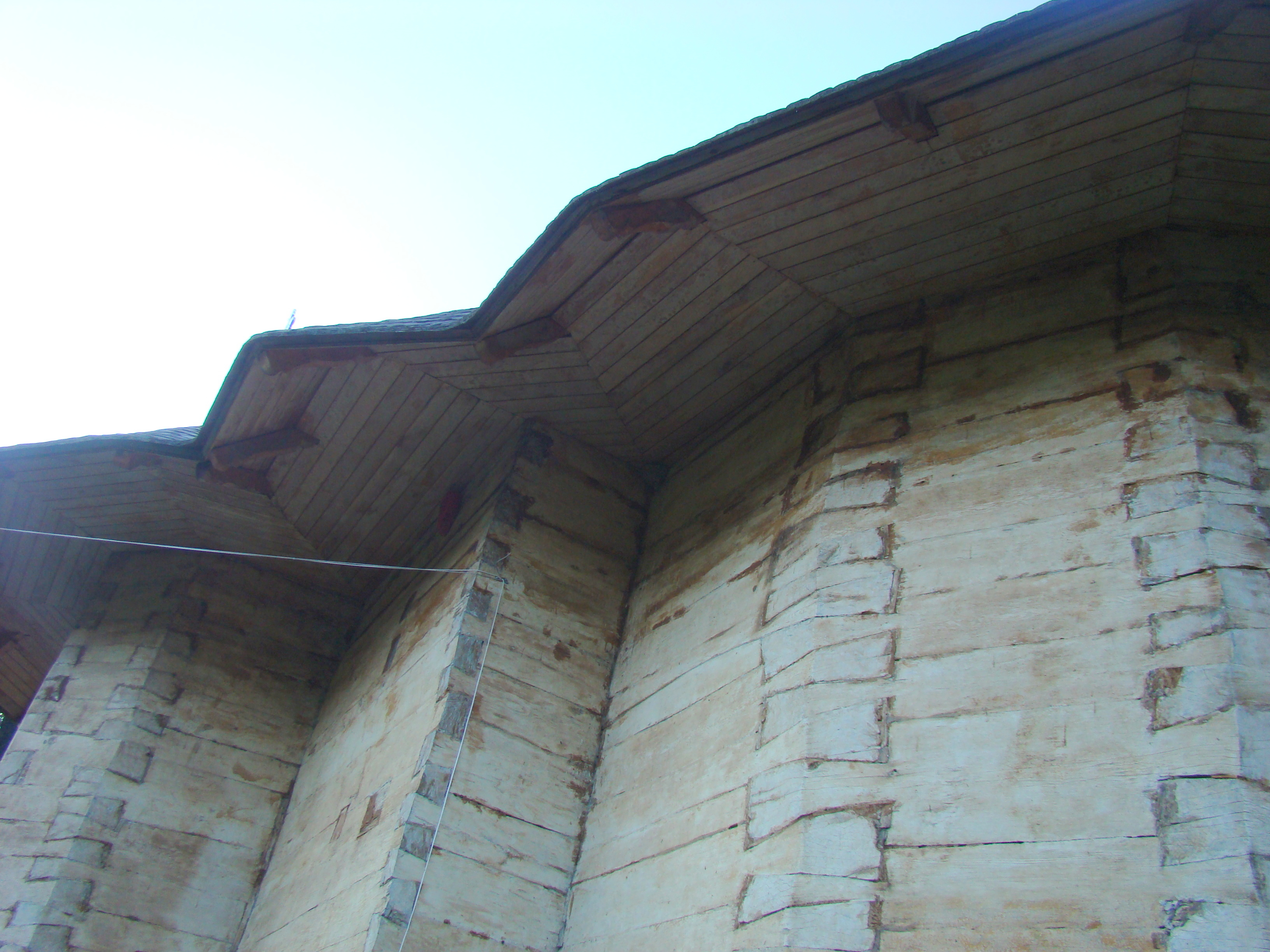
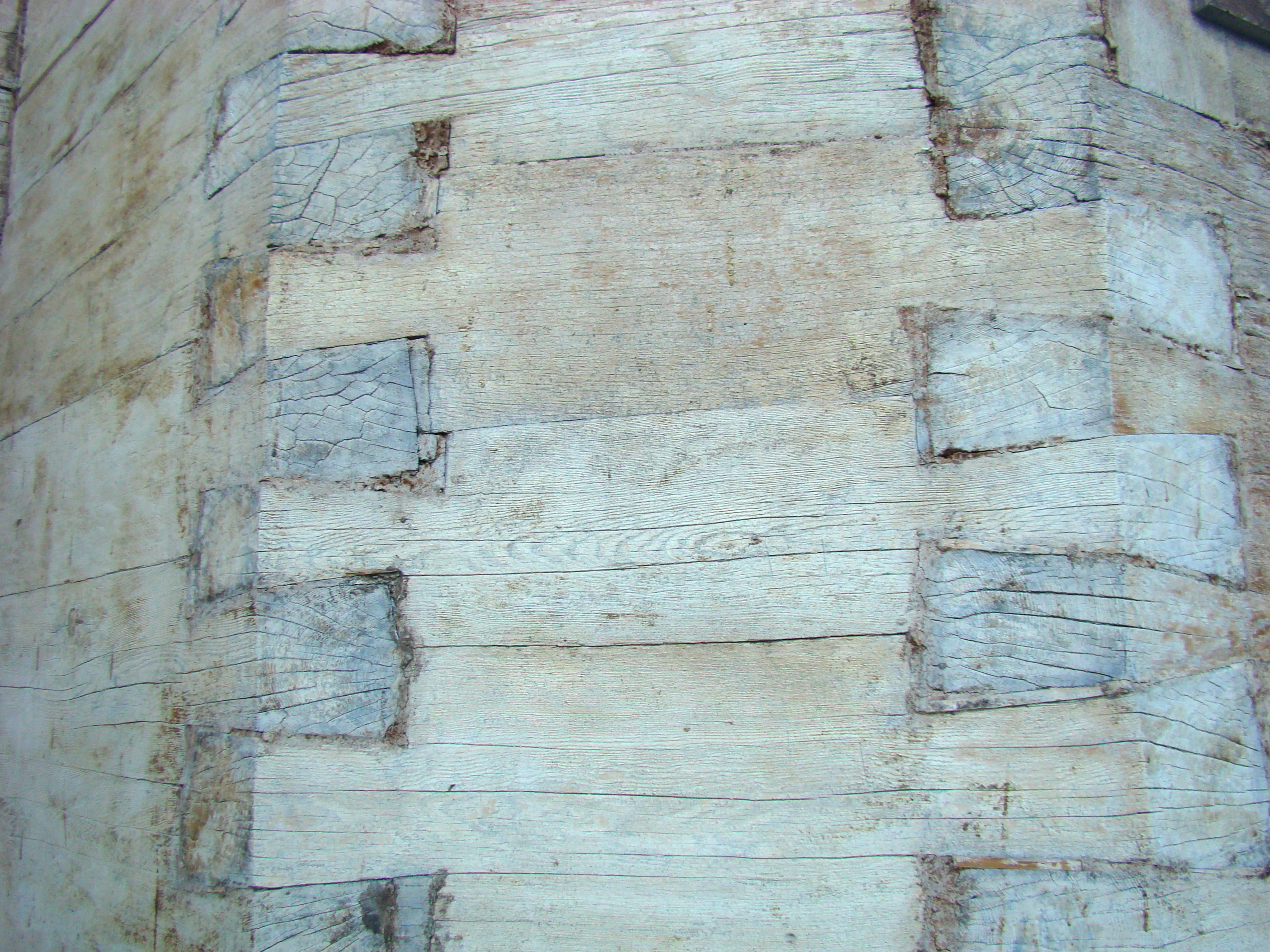
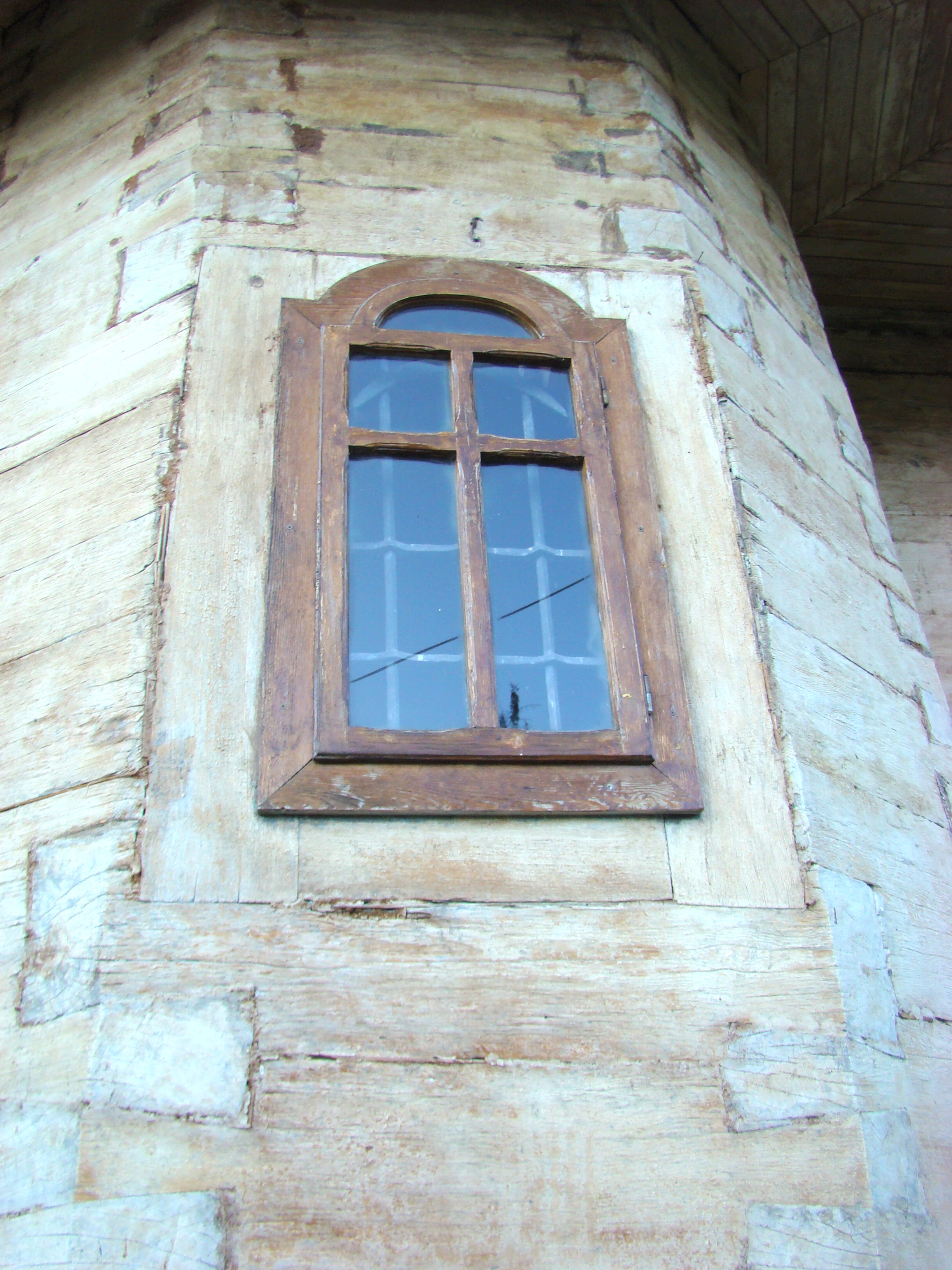
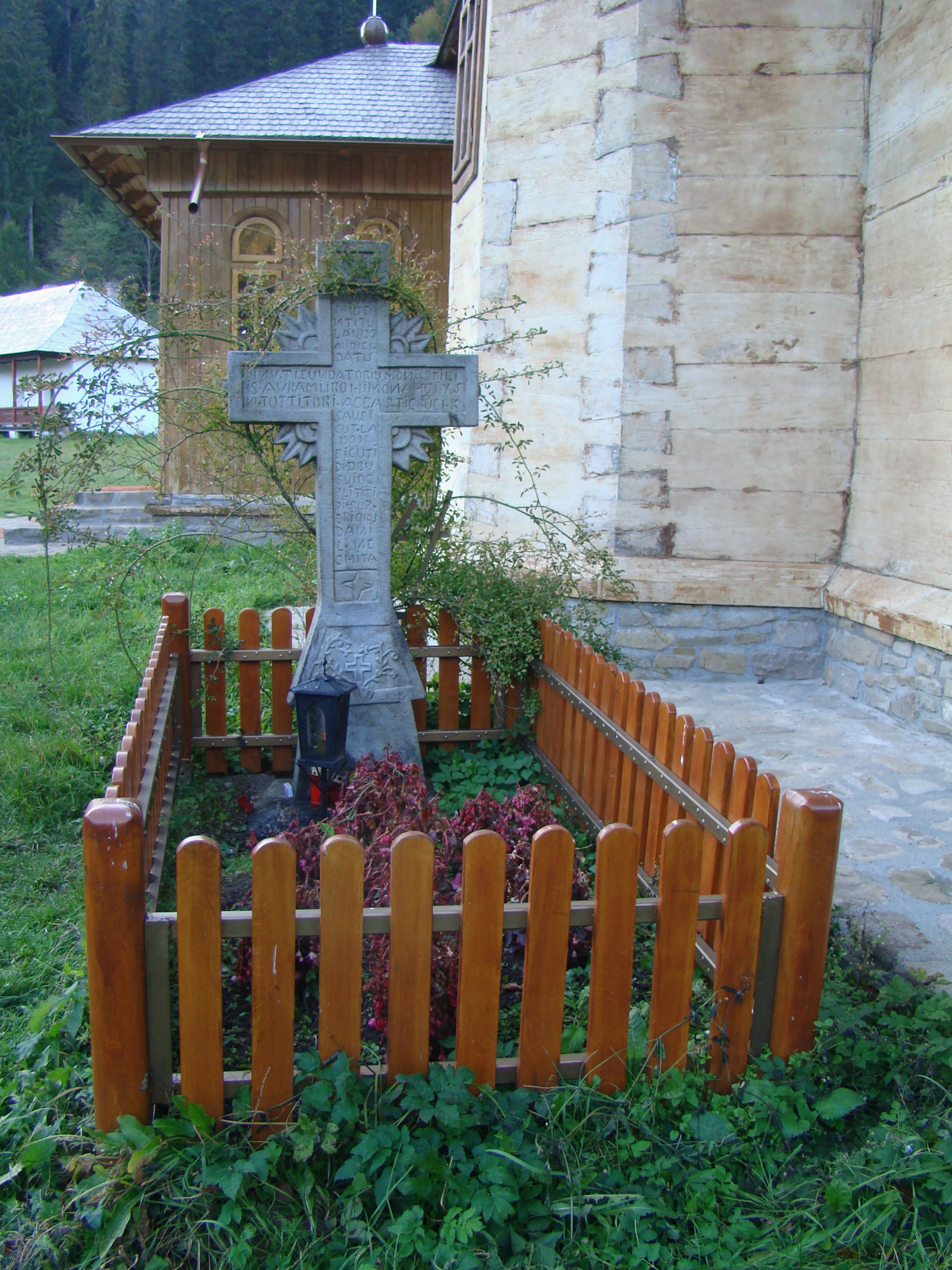
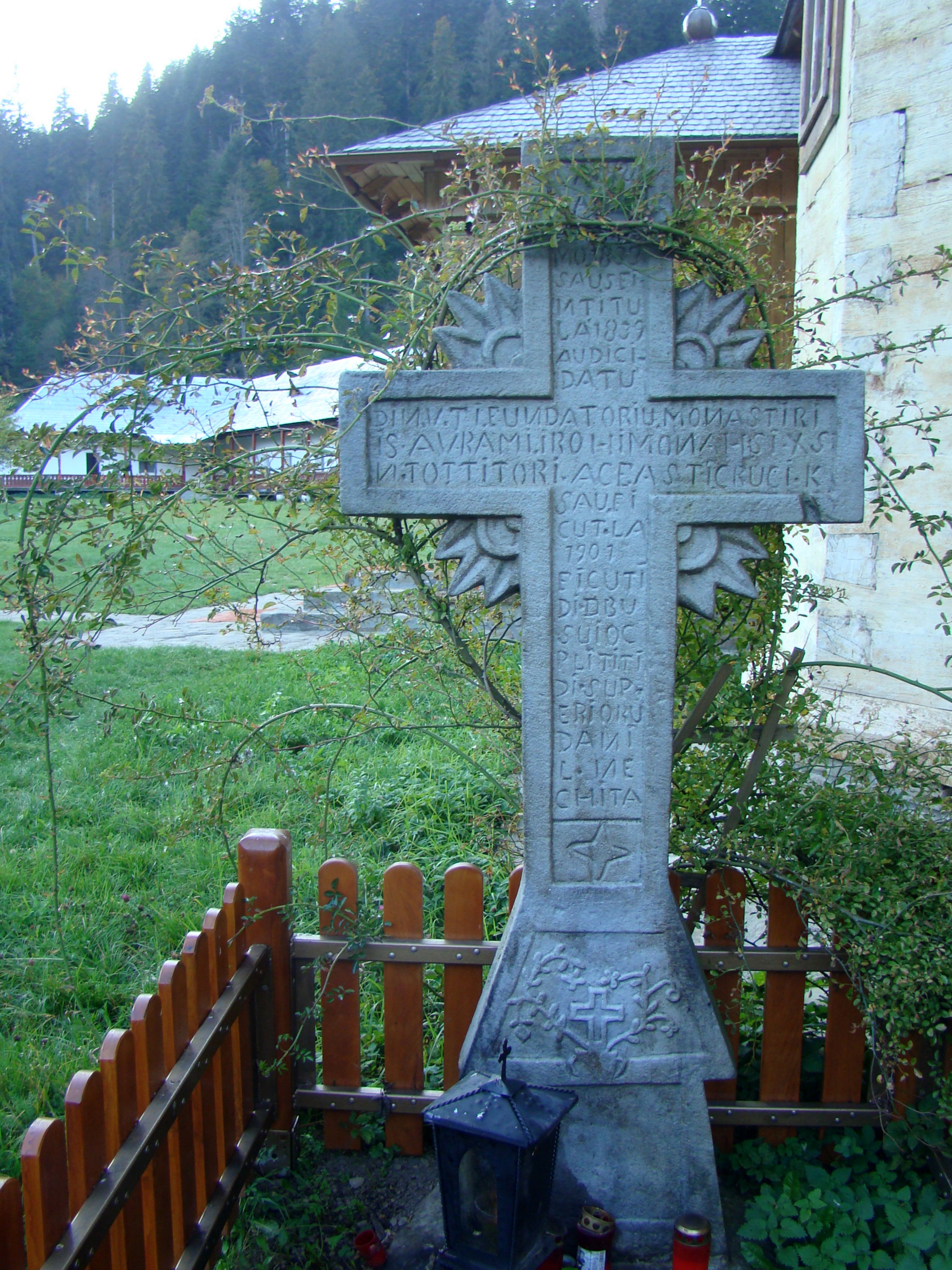
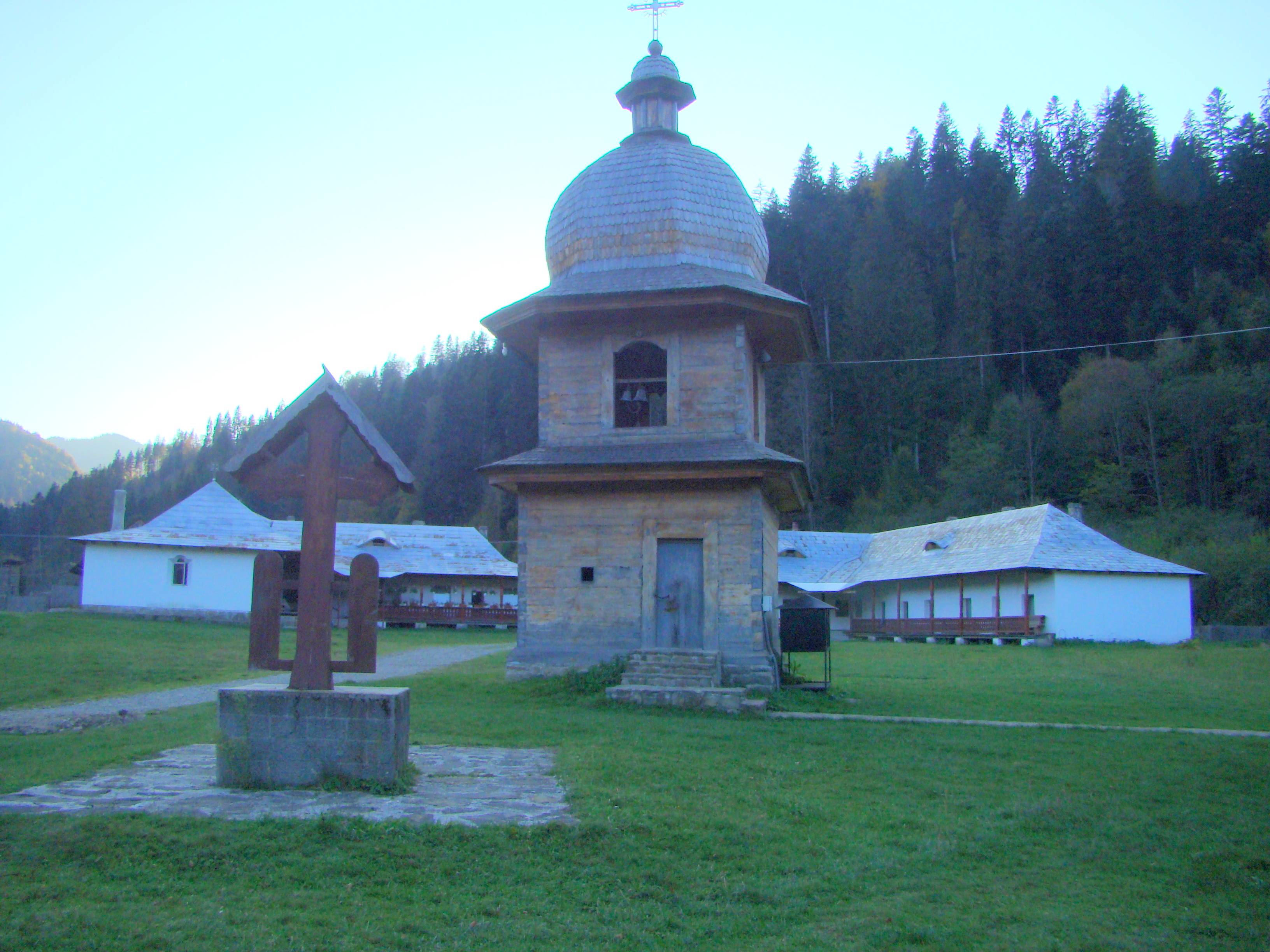
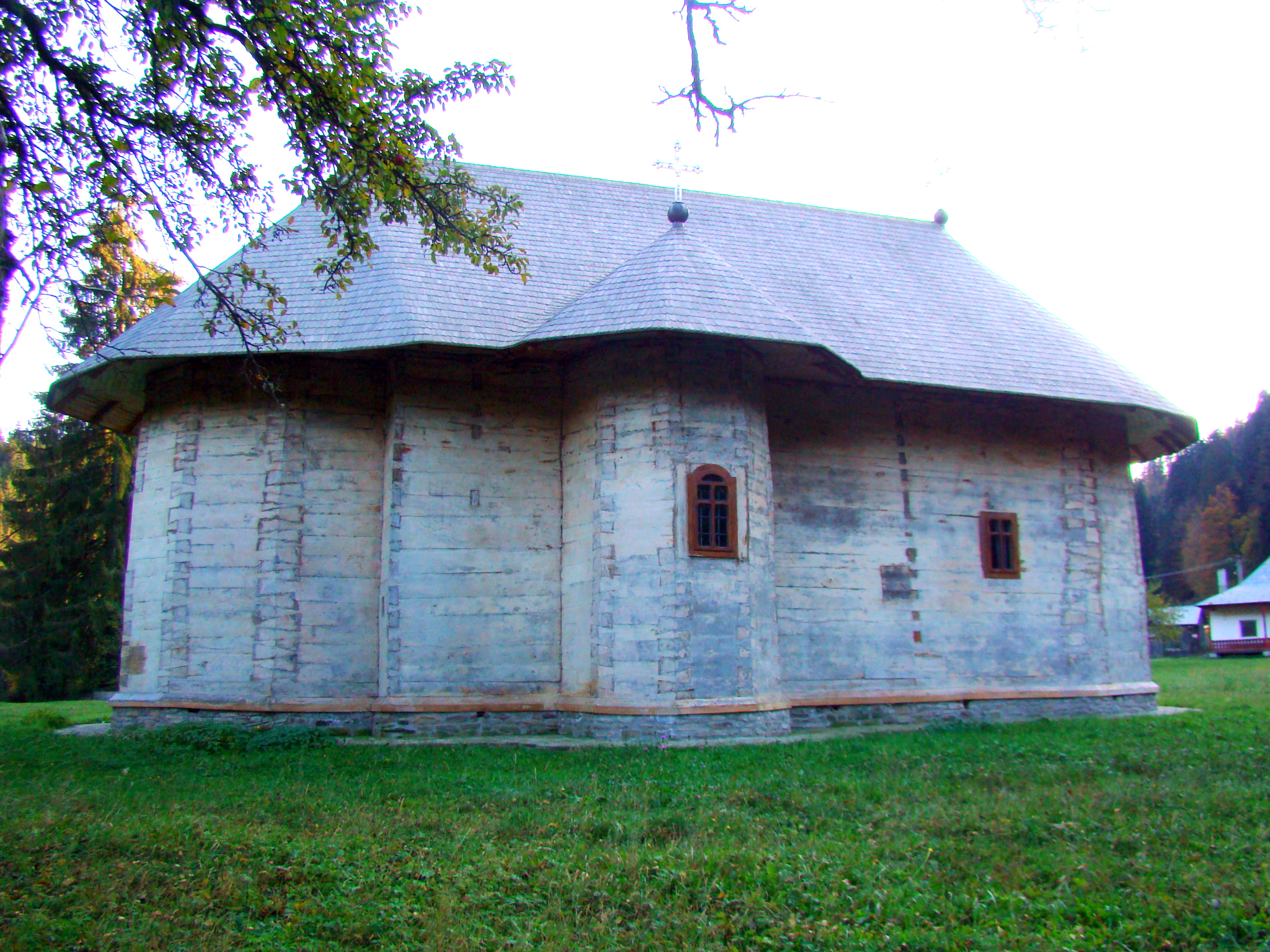
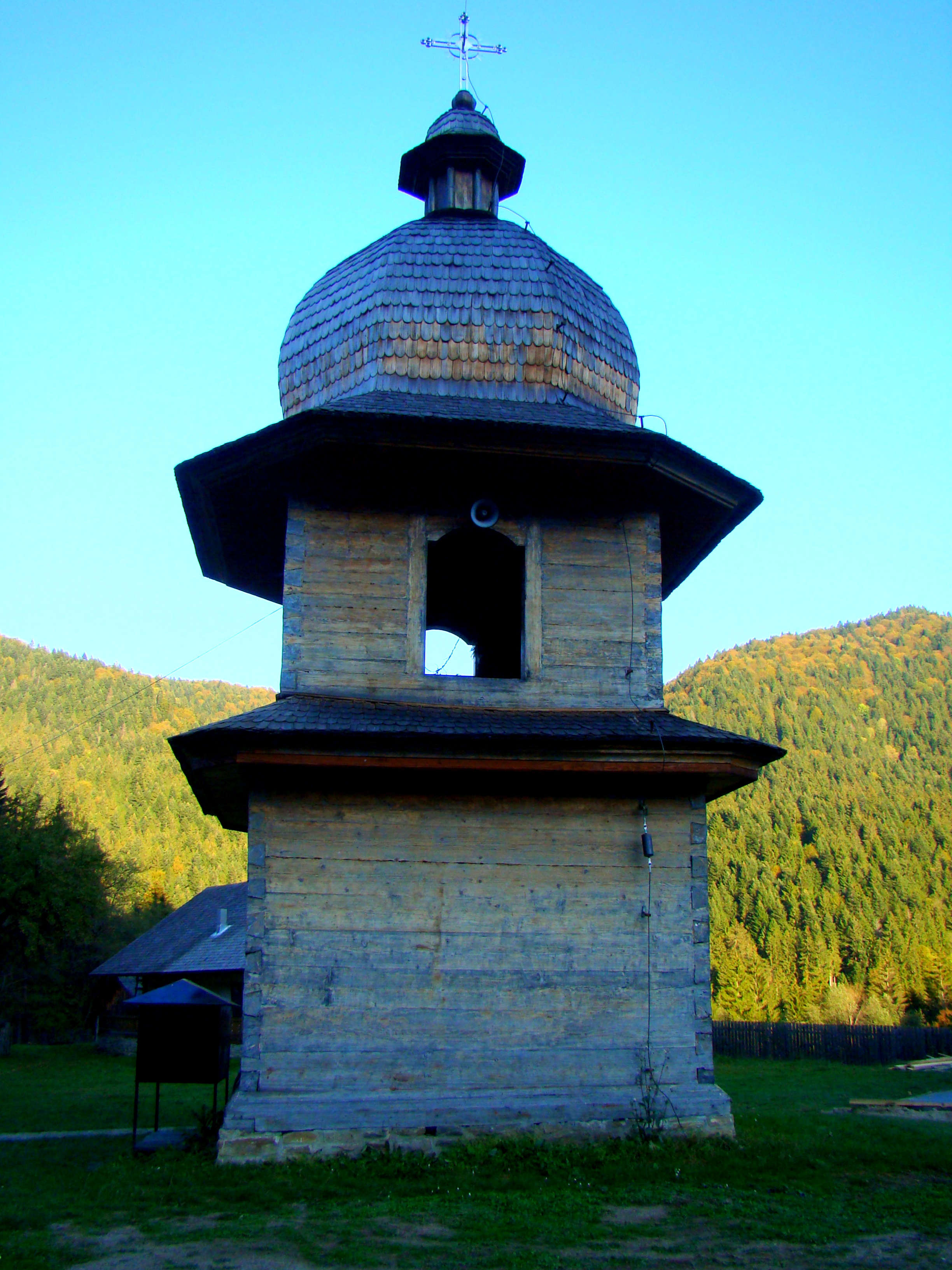
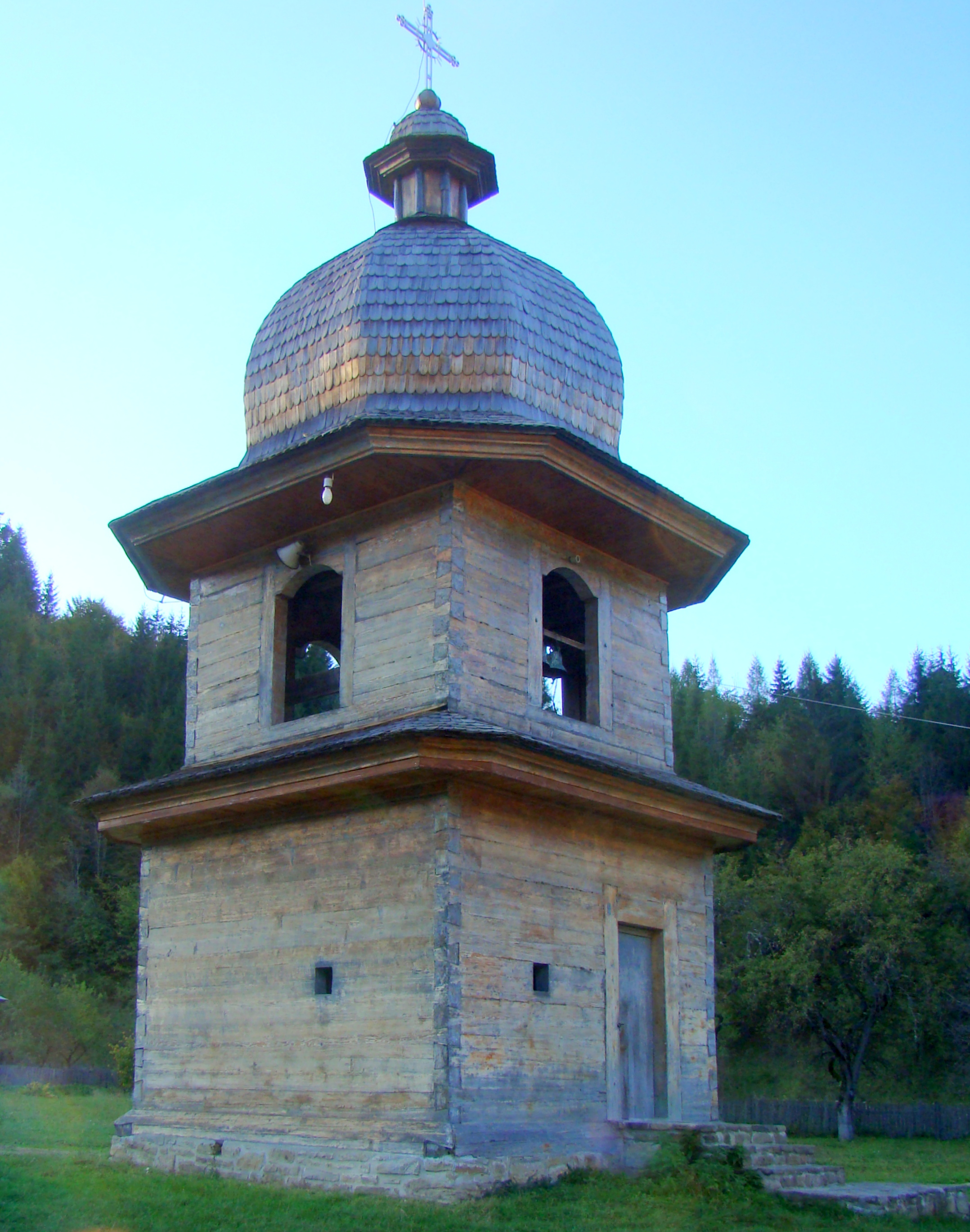
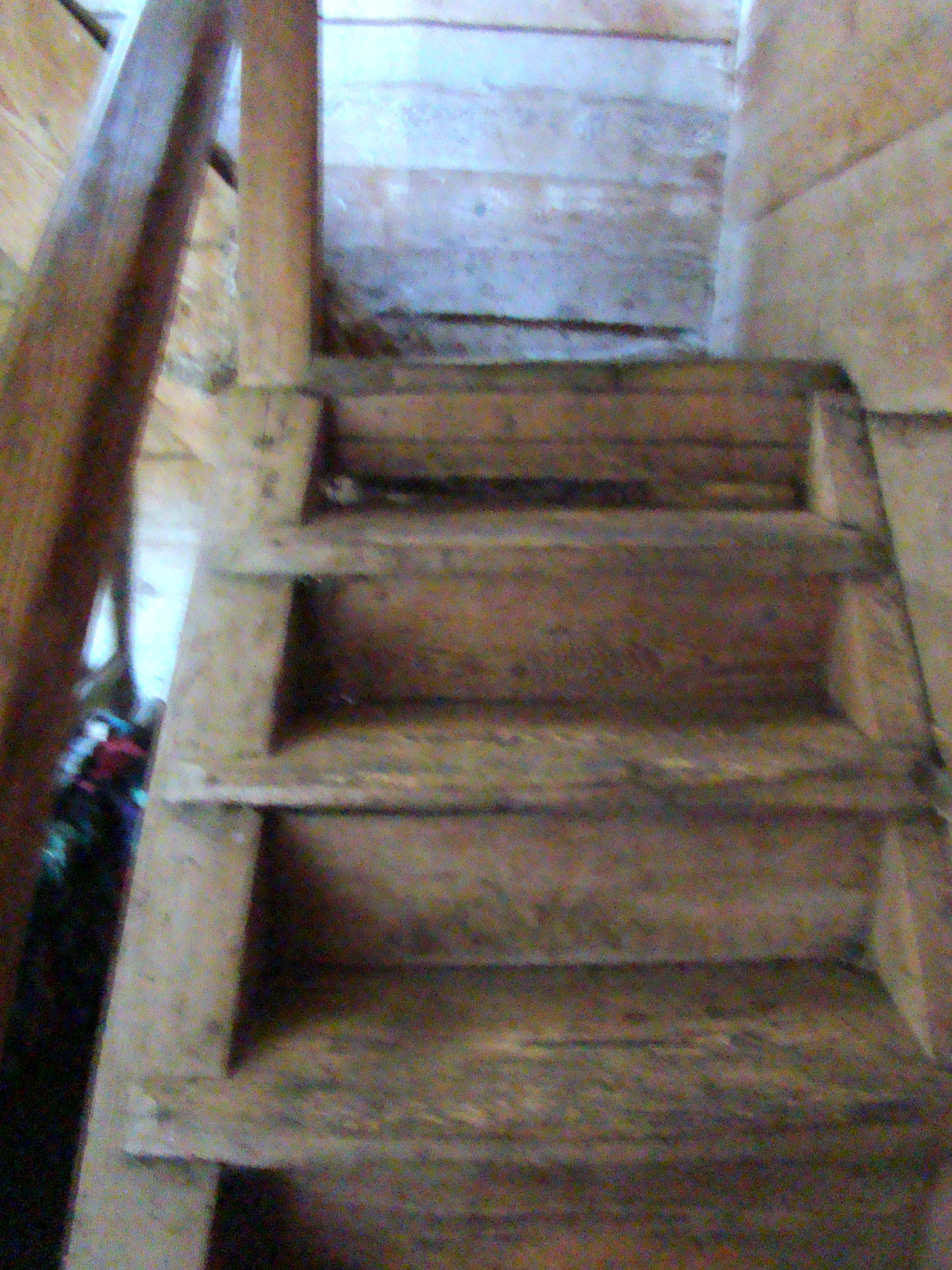
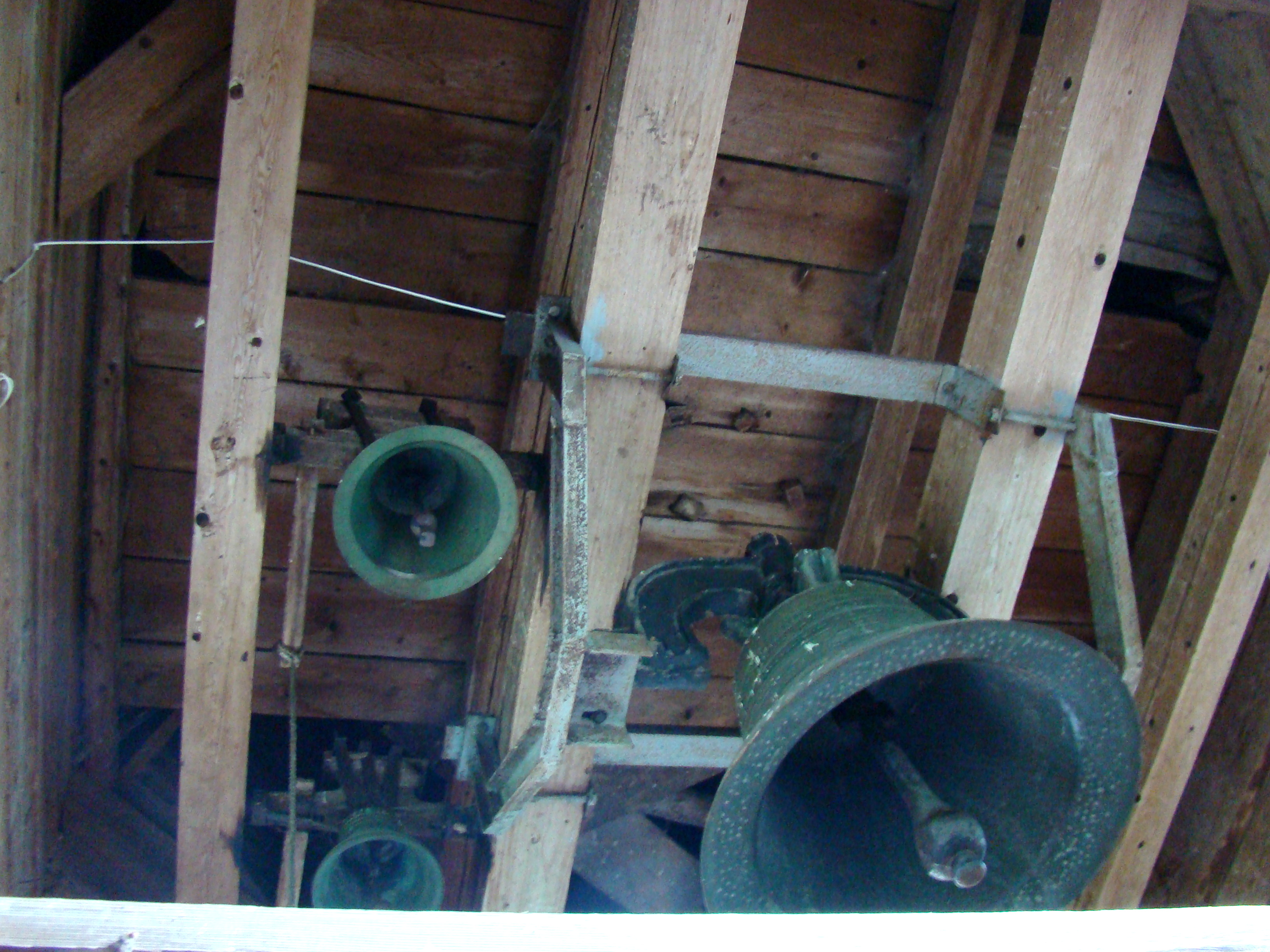
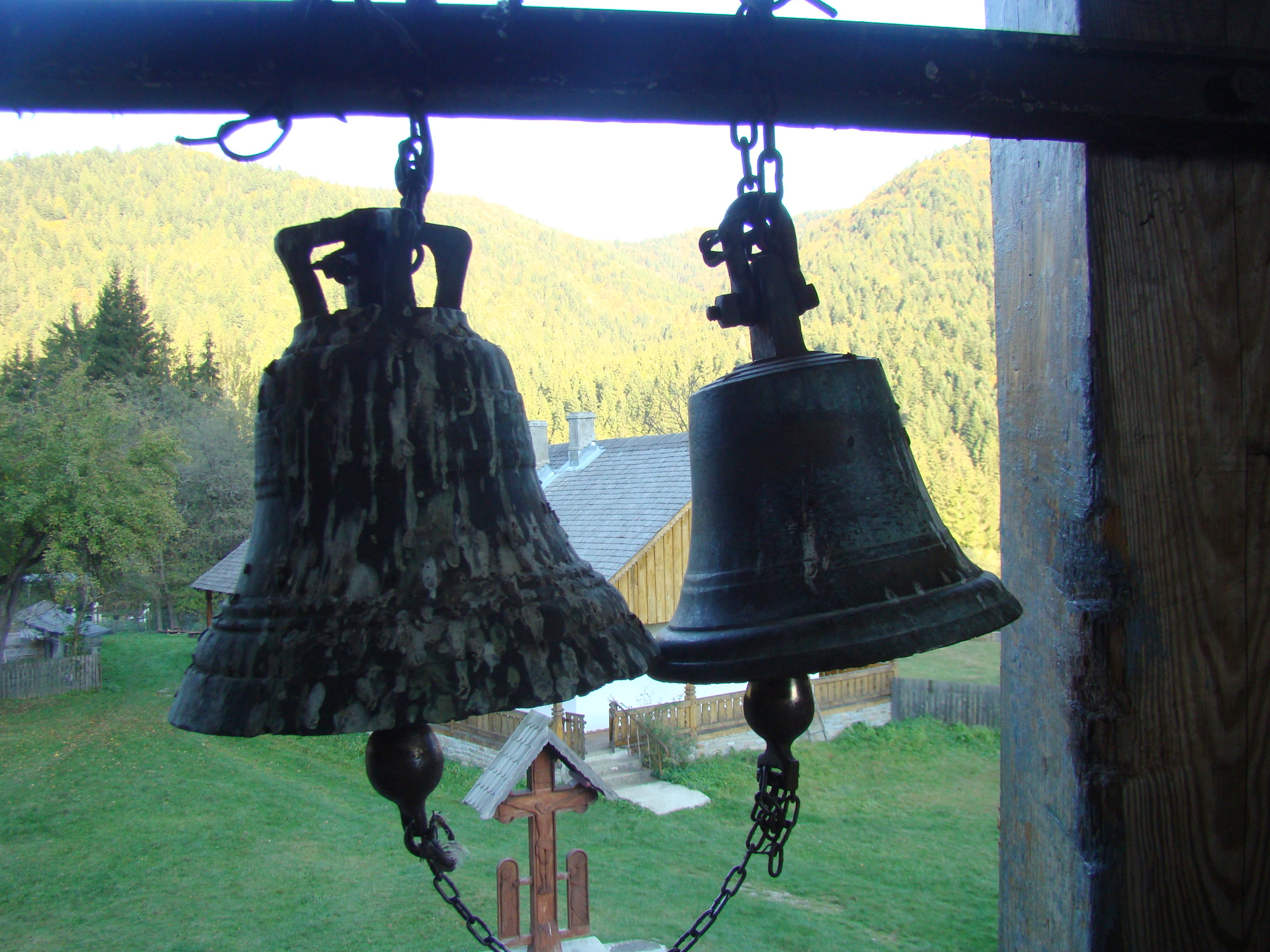
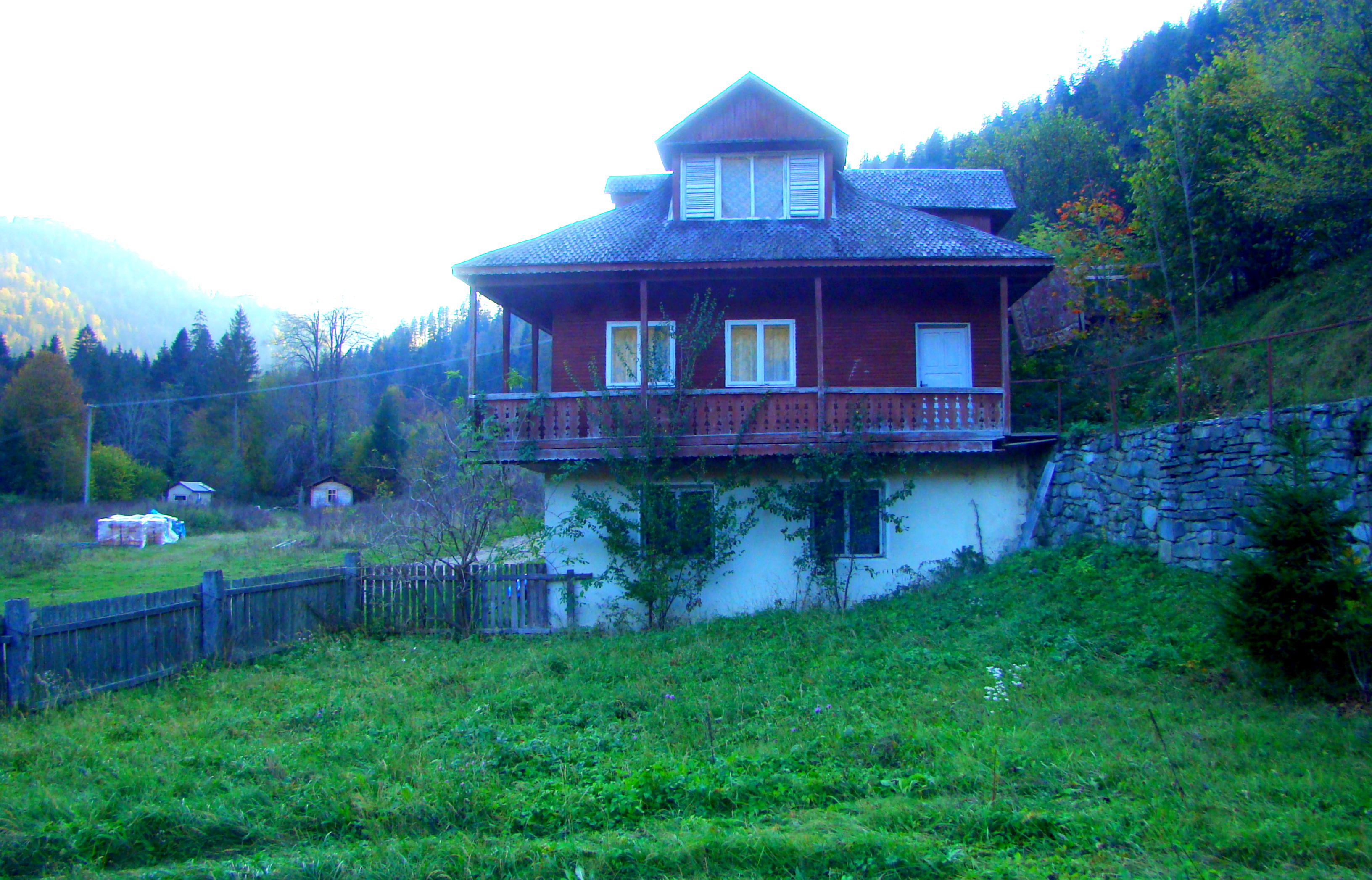
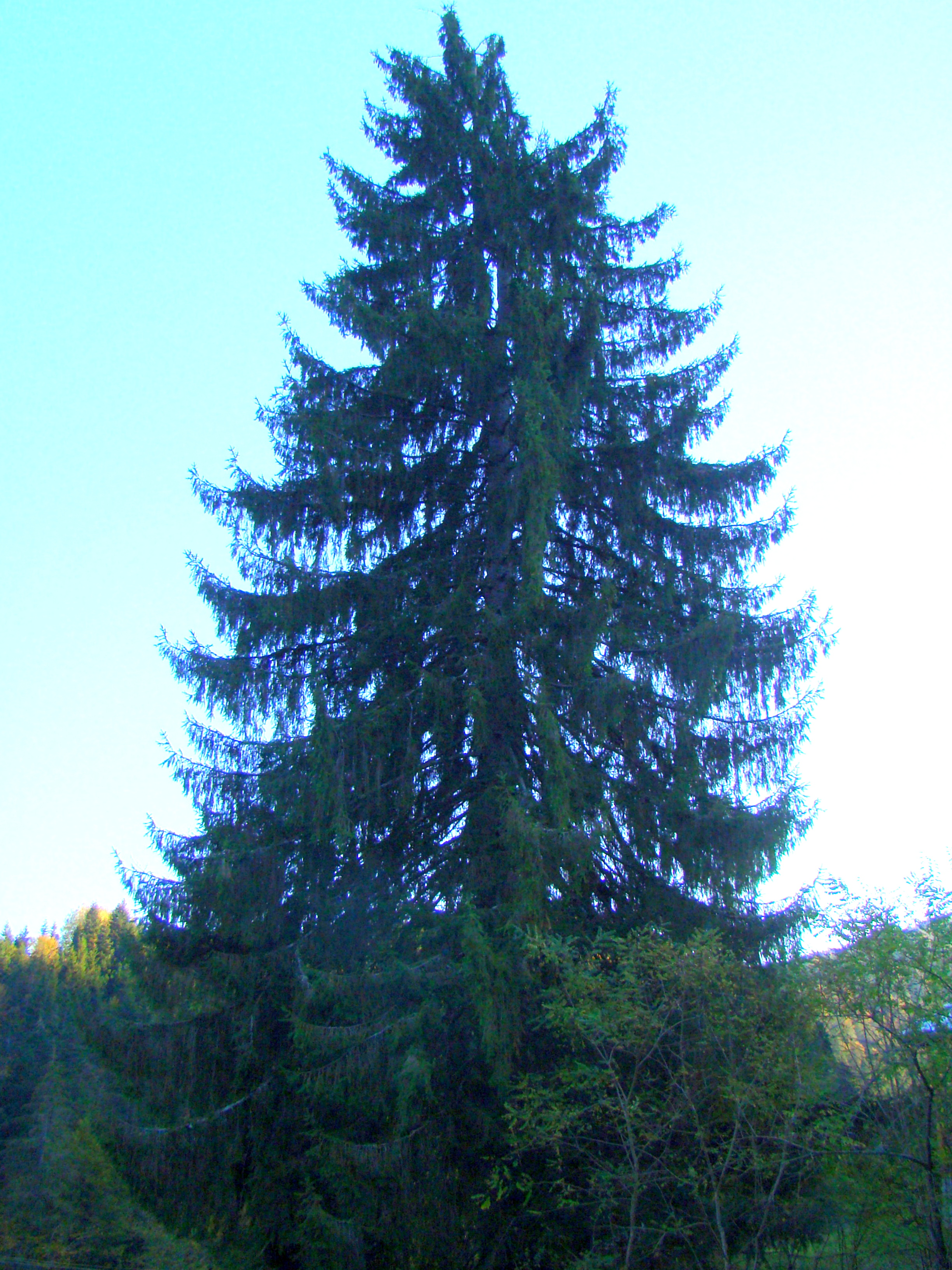
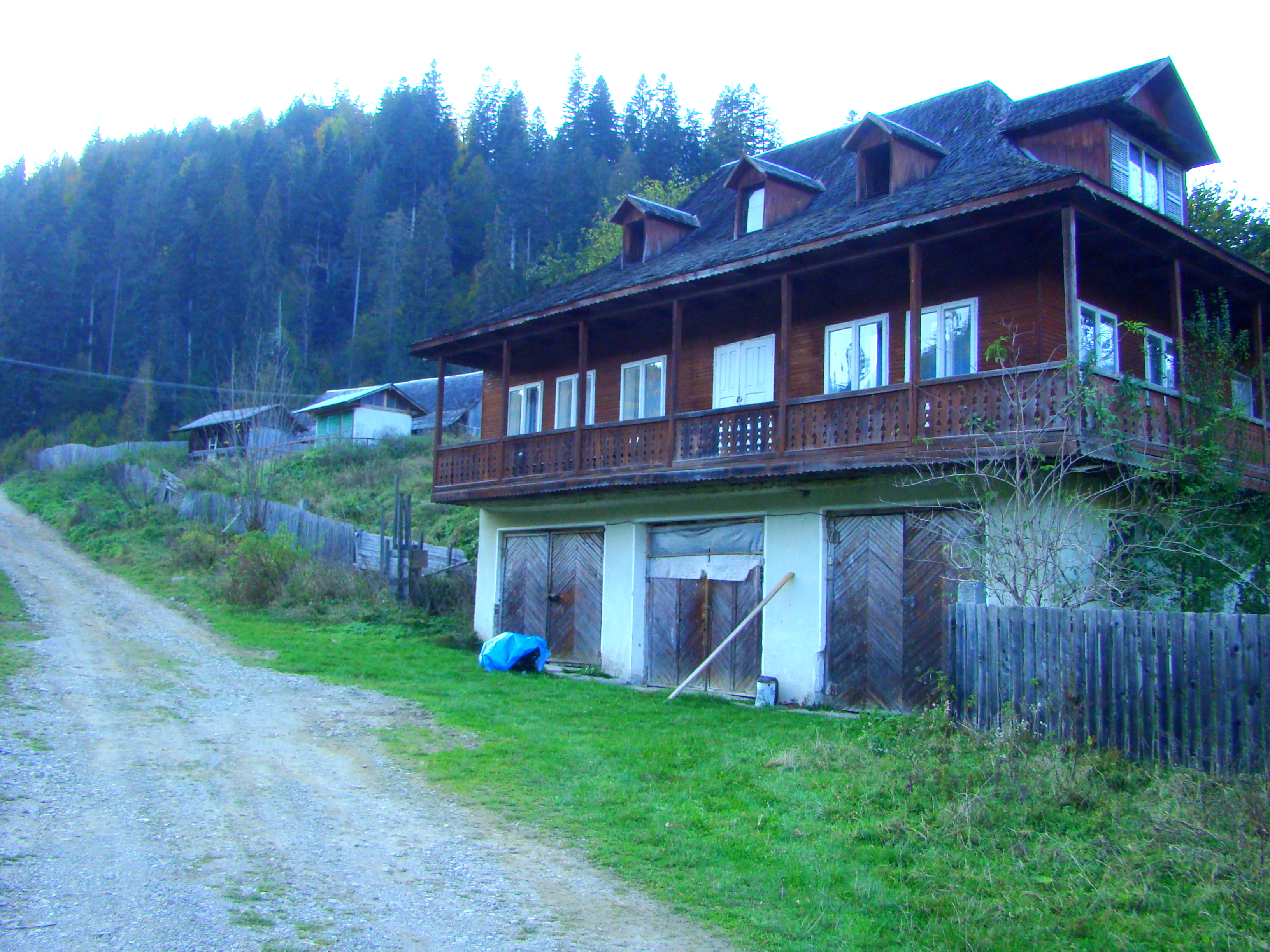
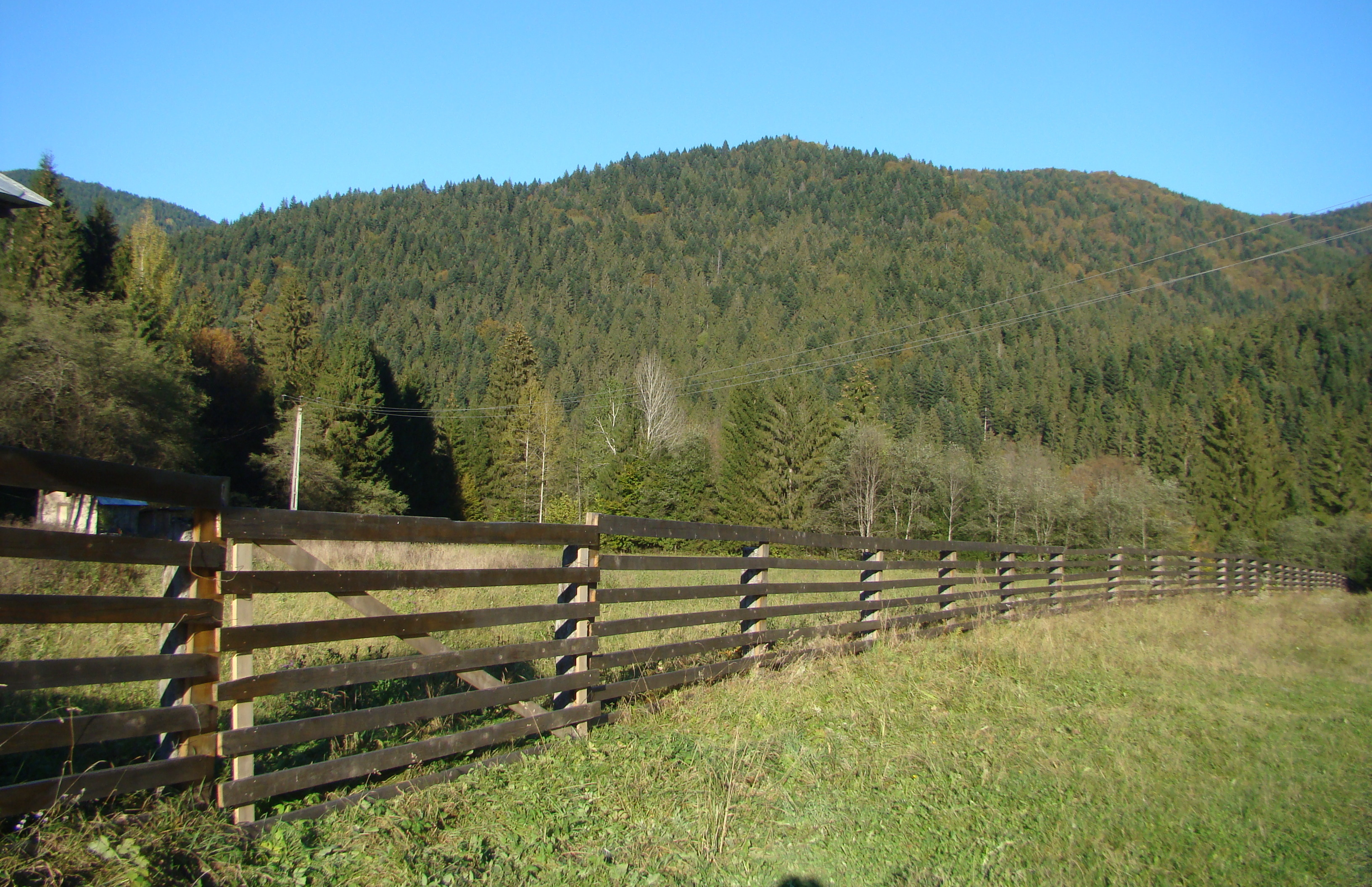

## Imagini din interior

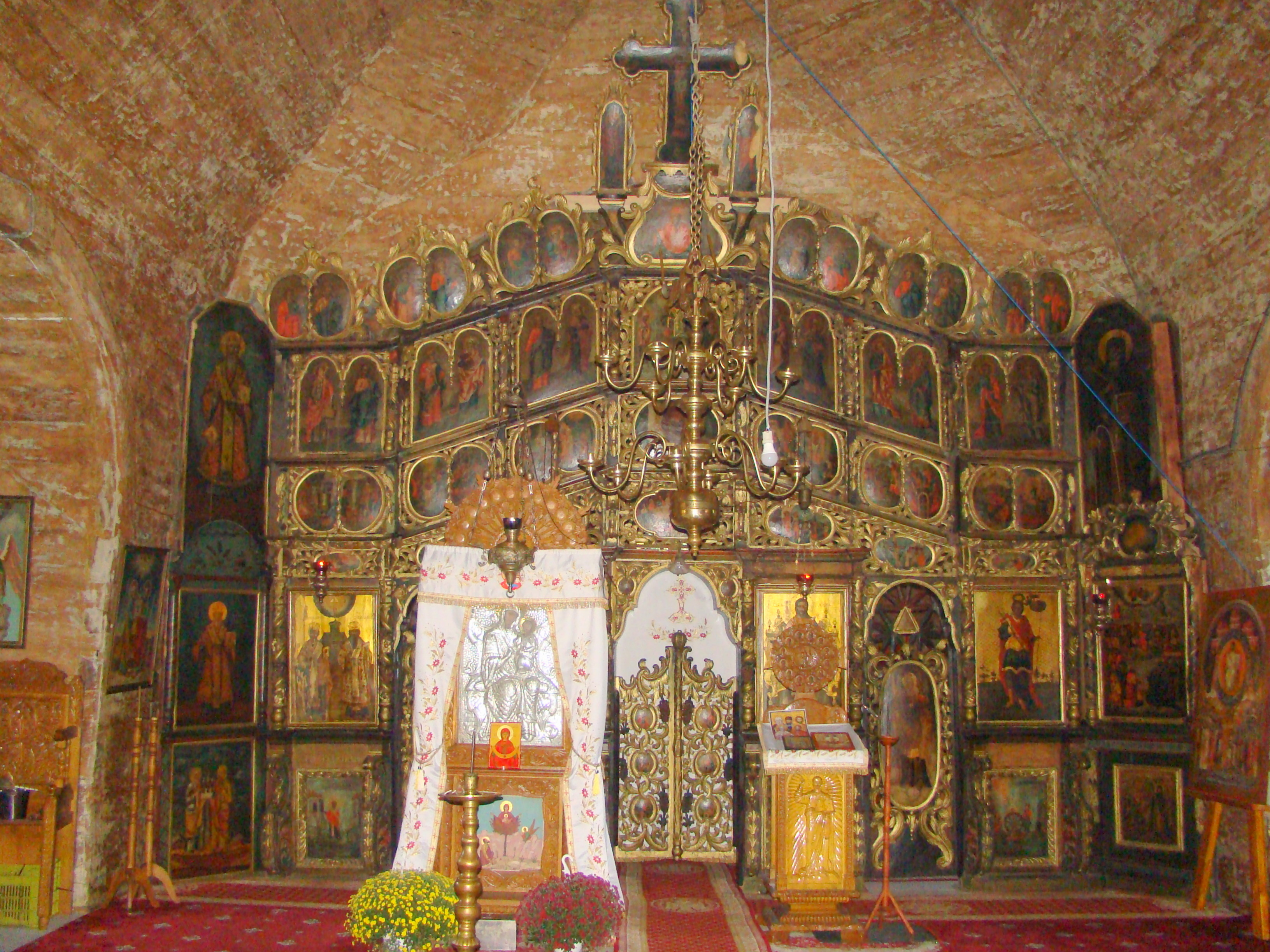
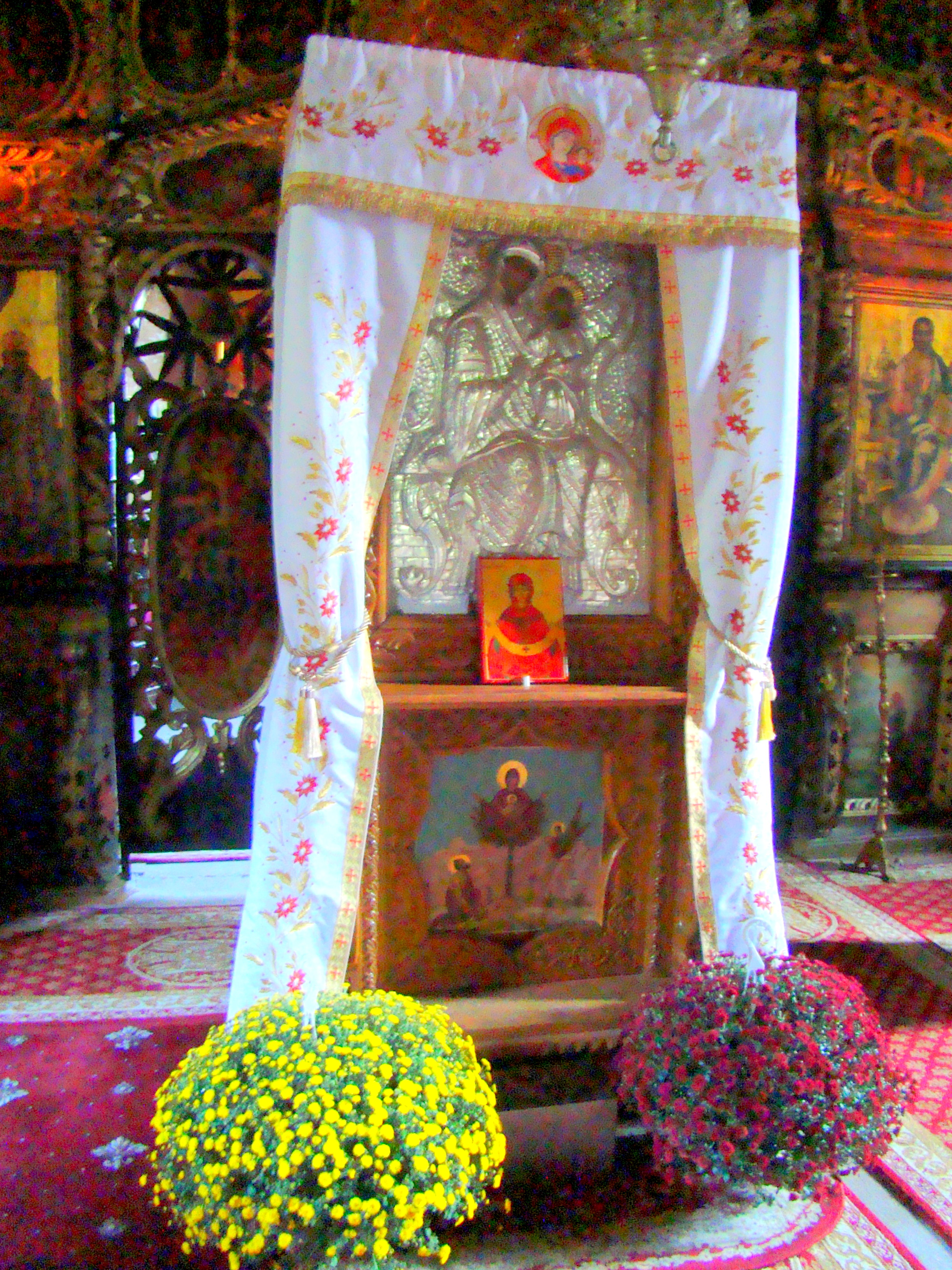
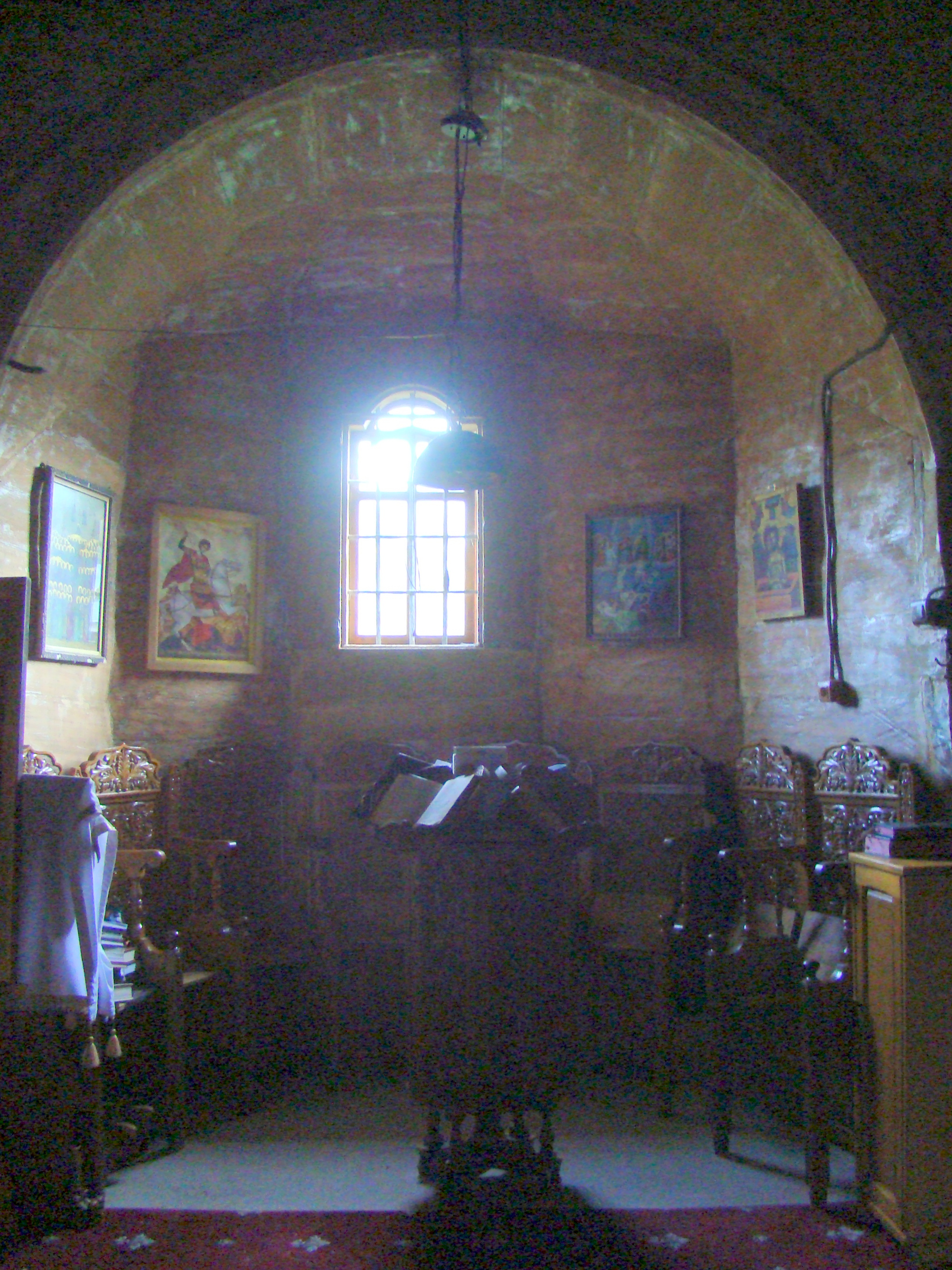
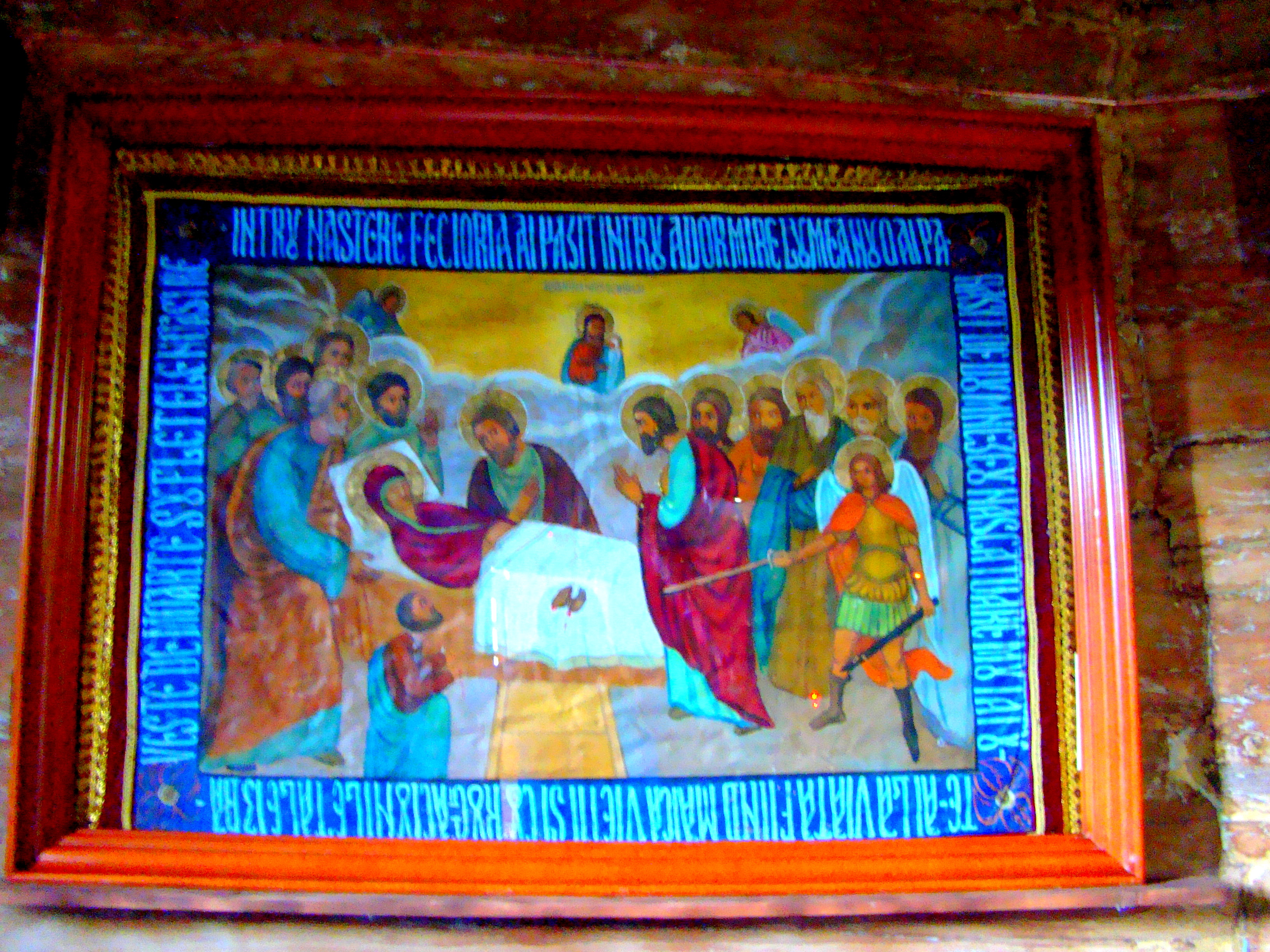
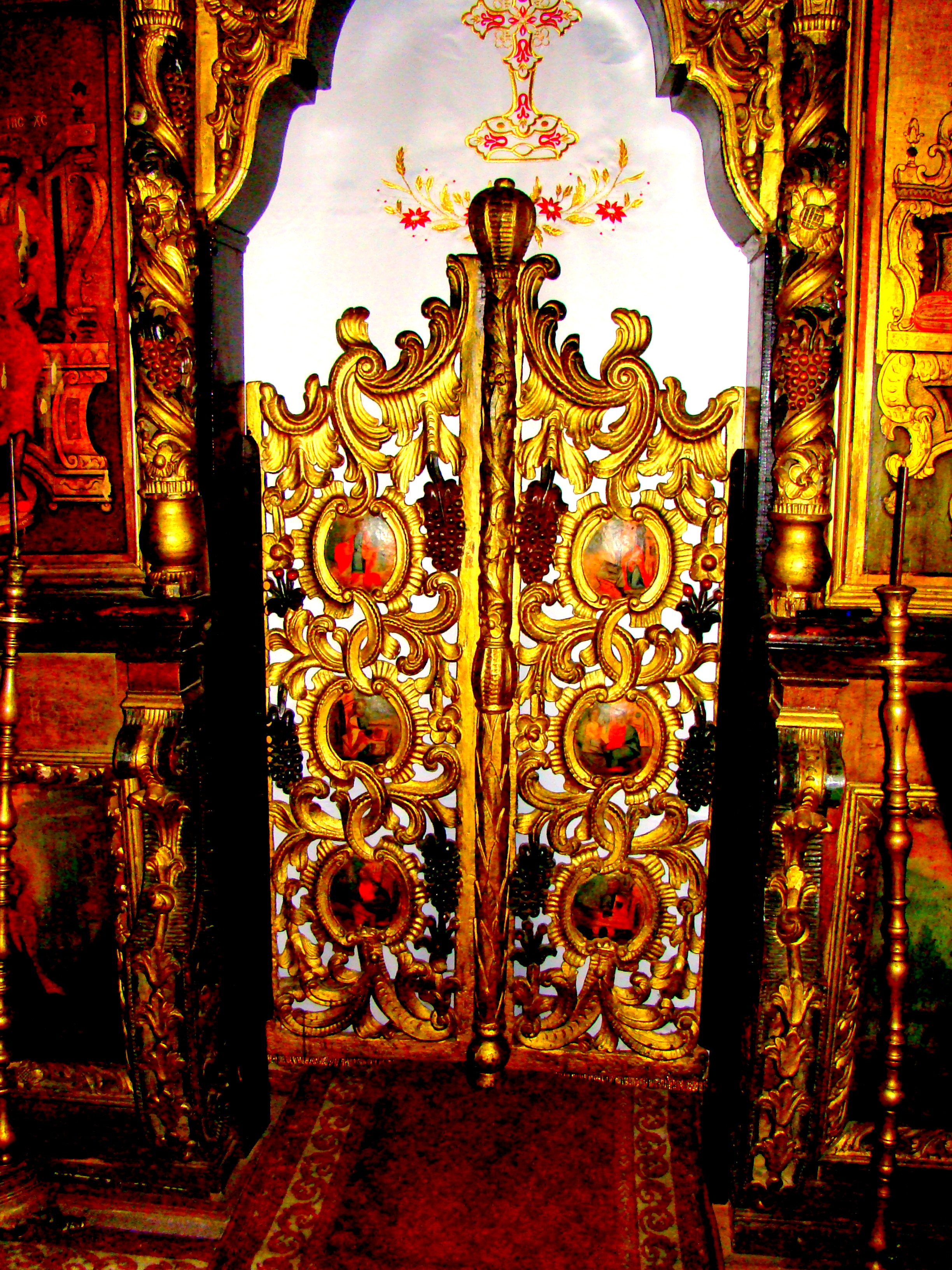
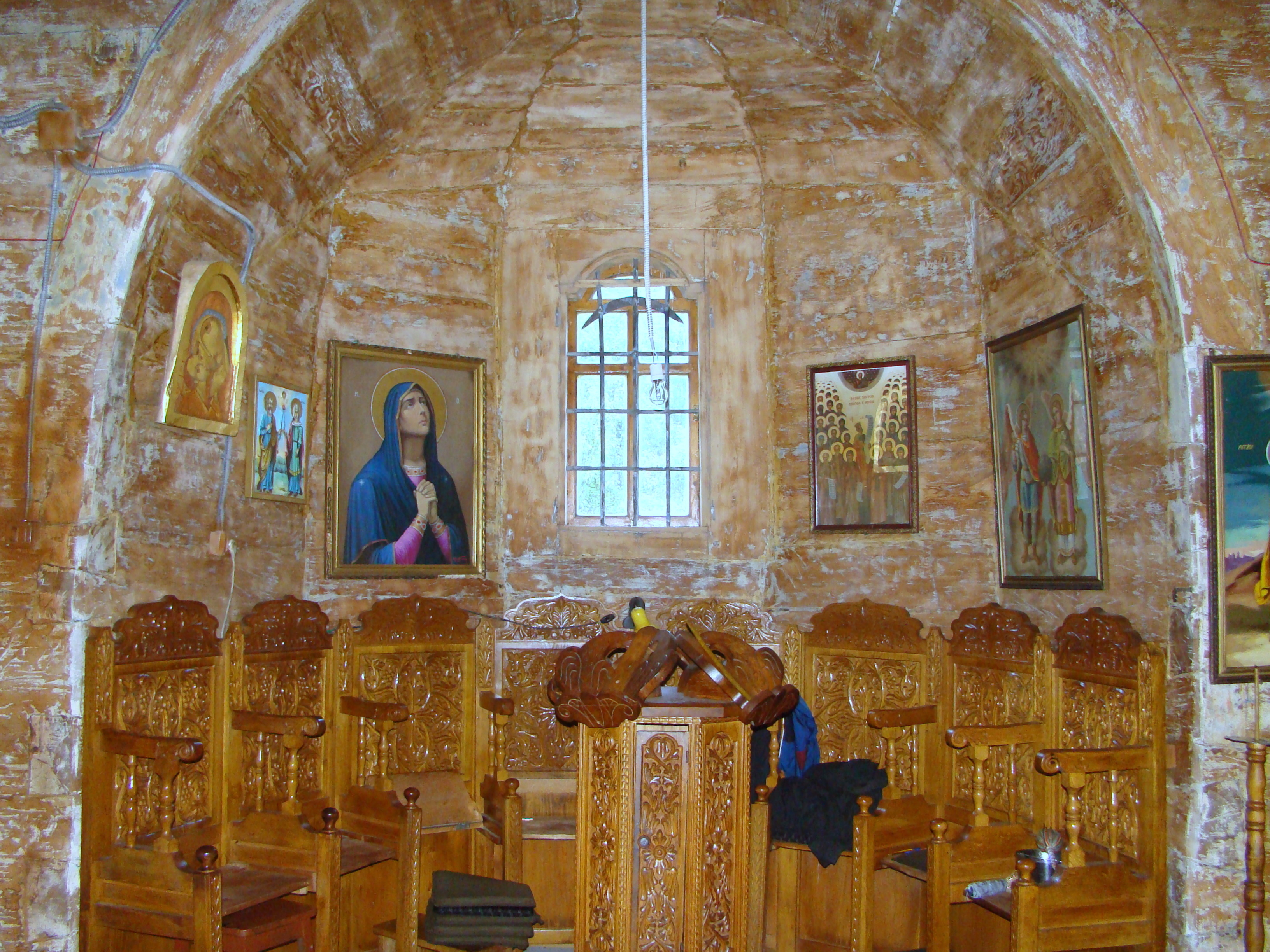
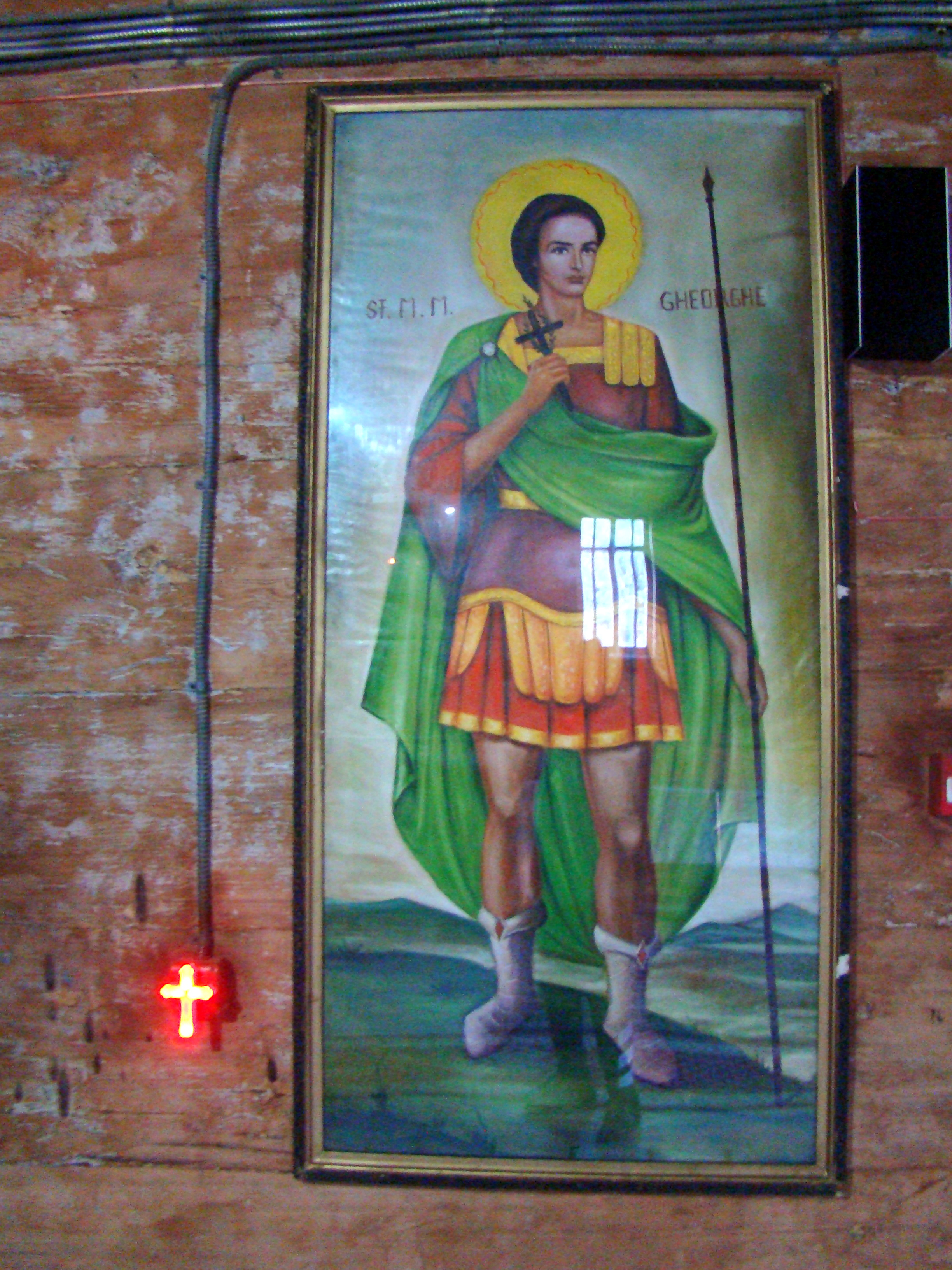
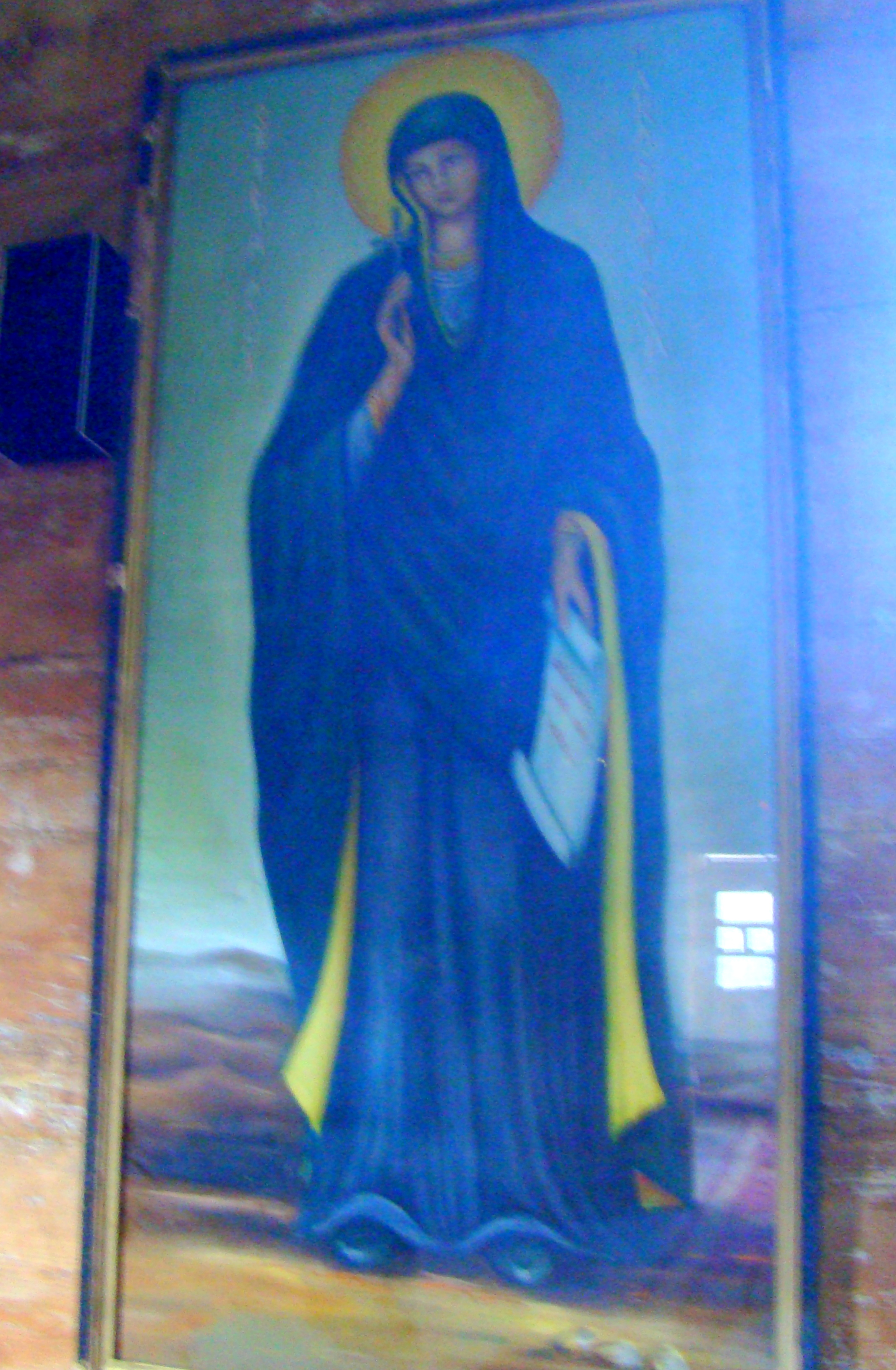
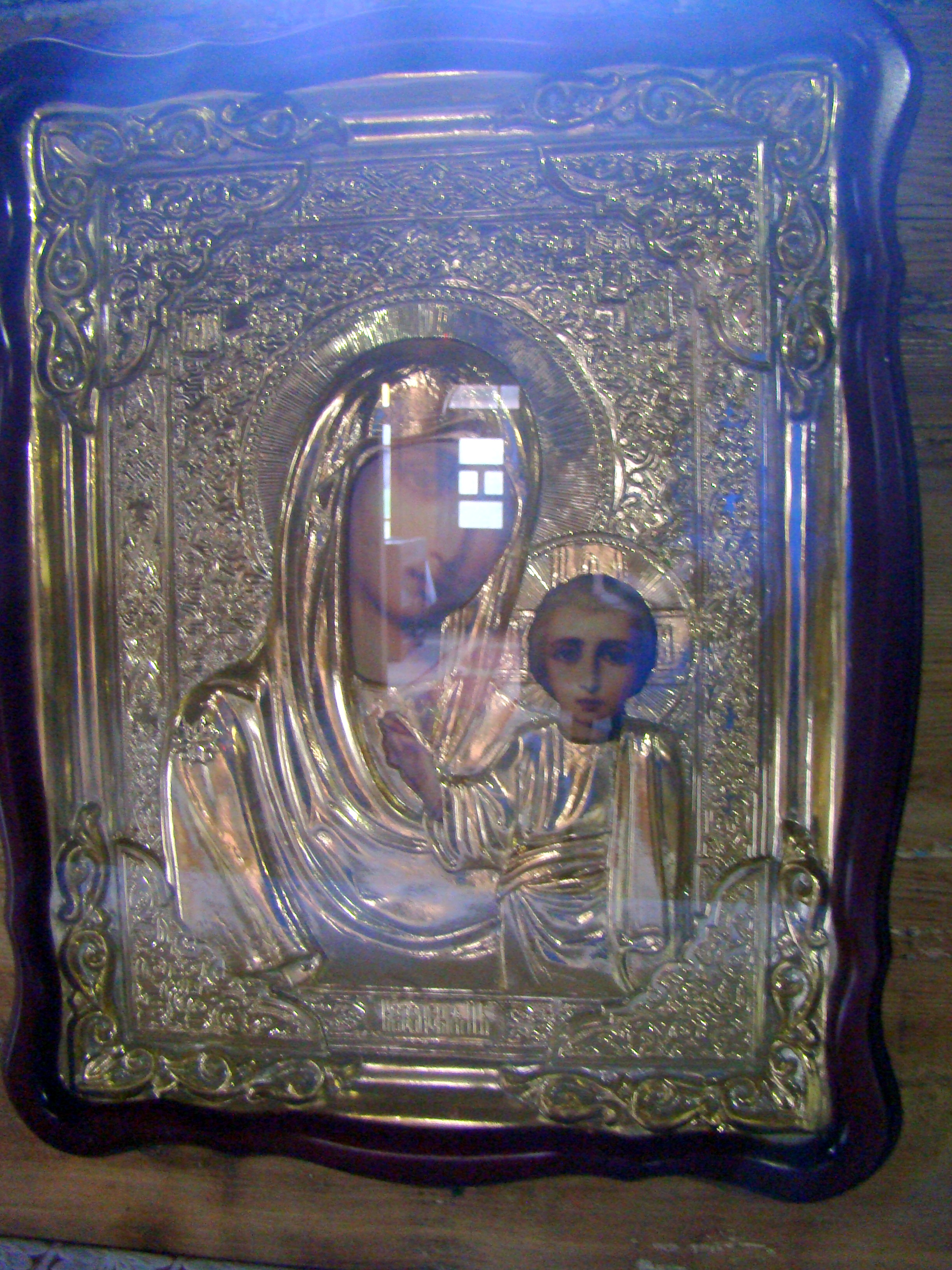
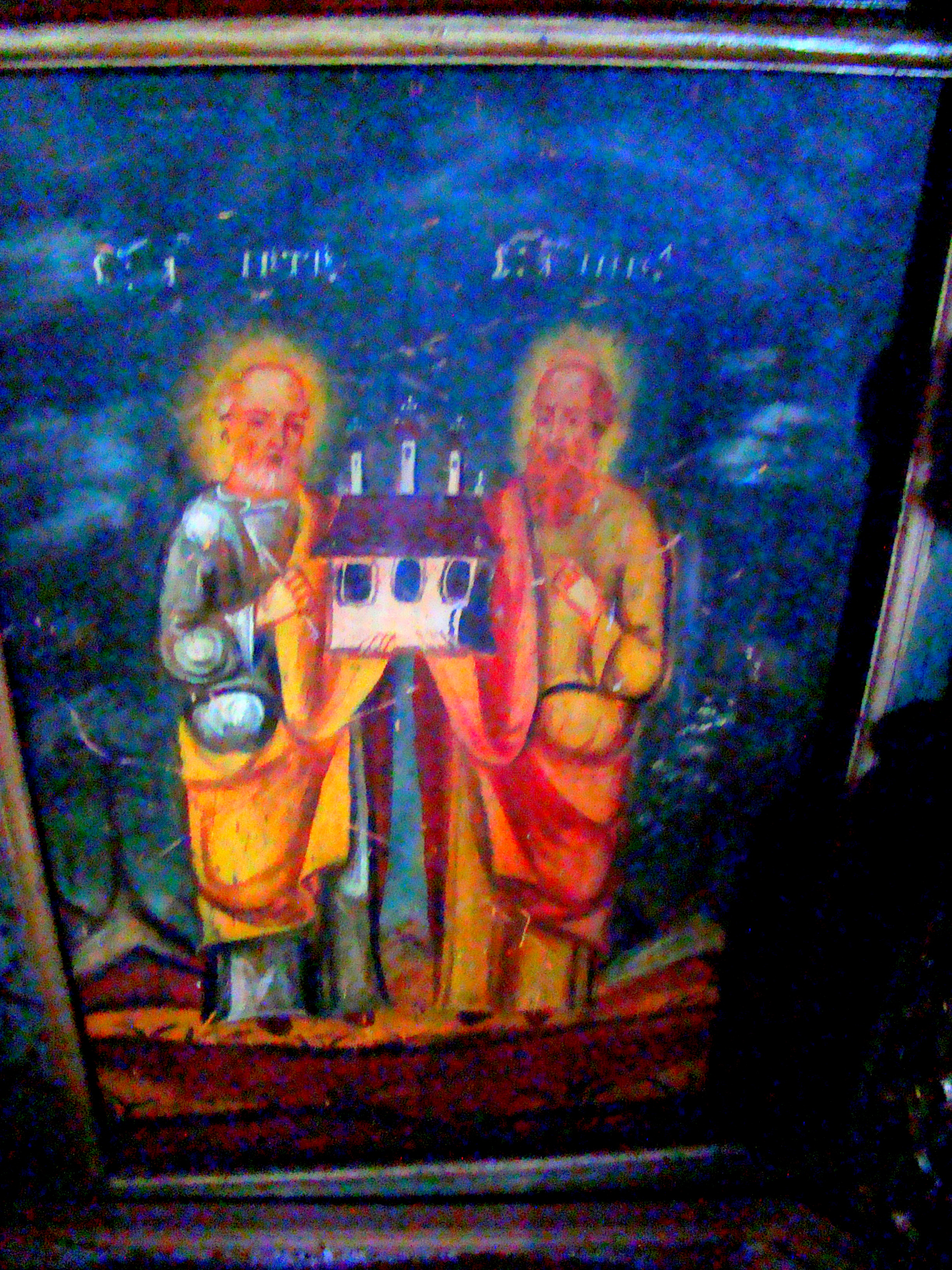
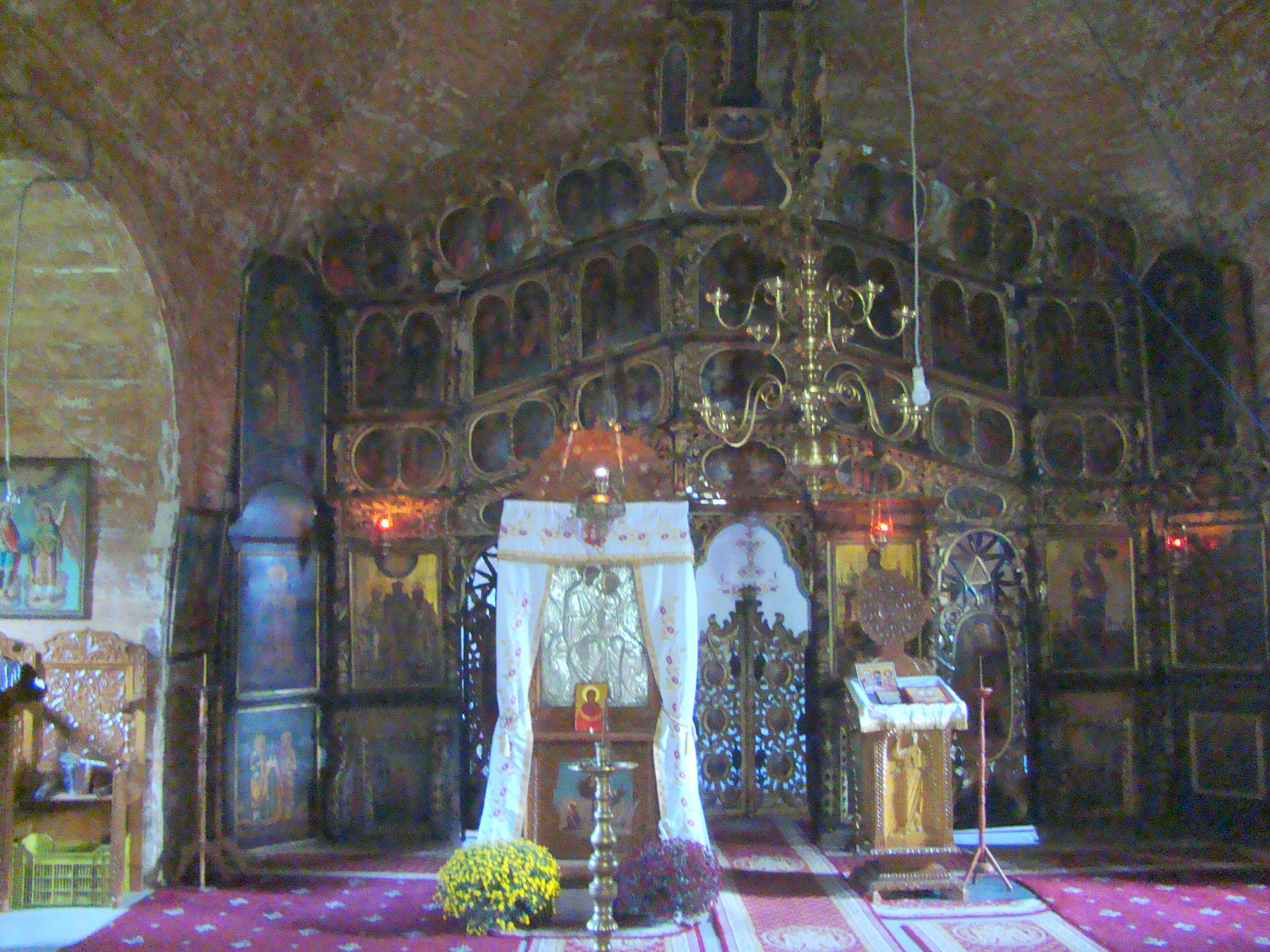
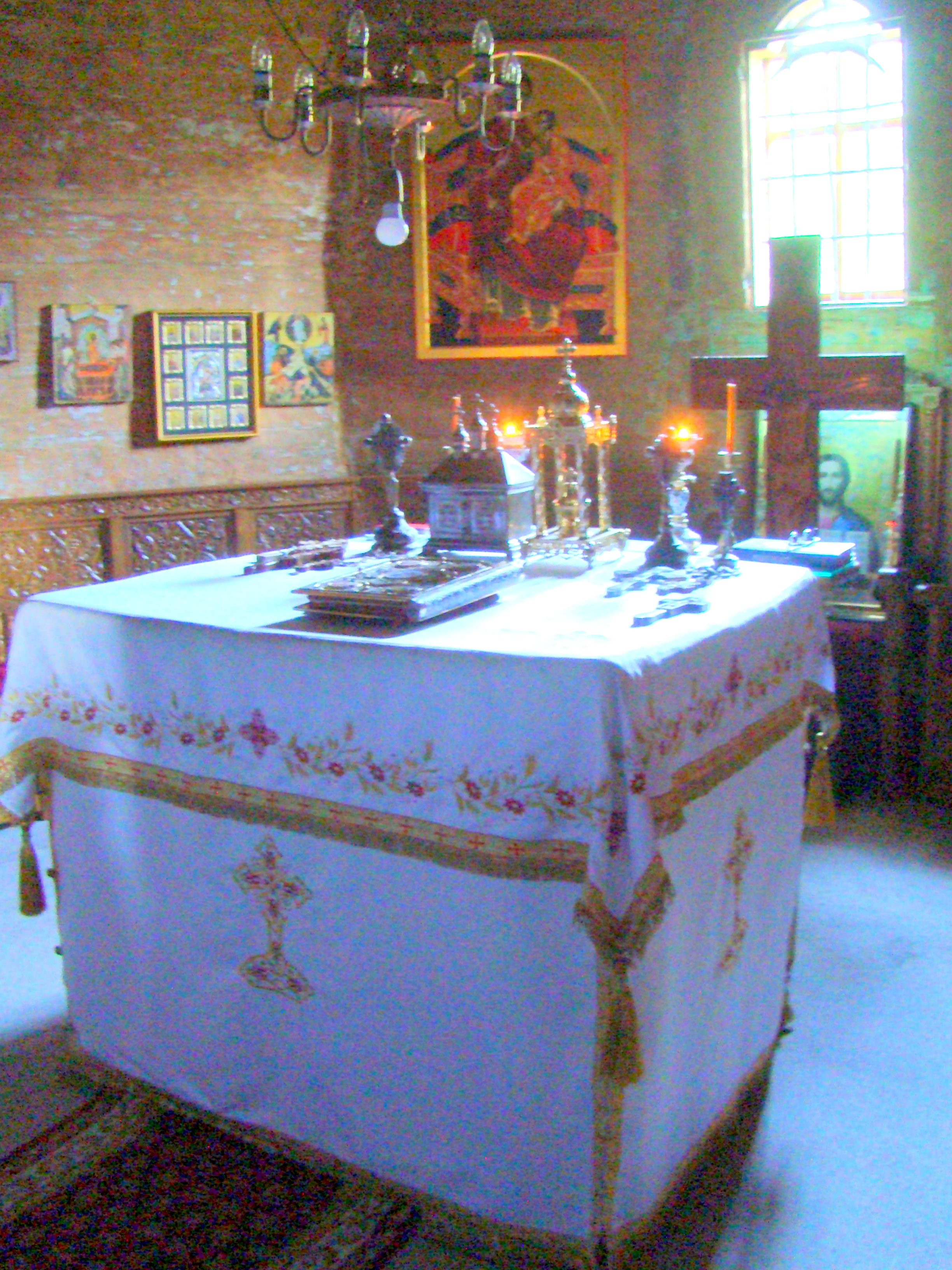
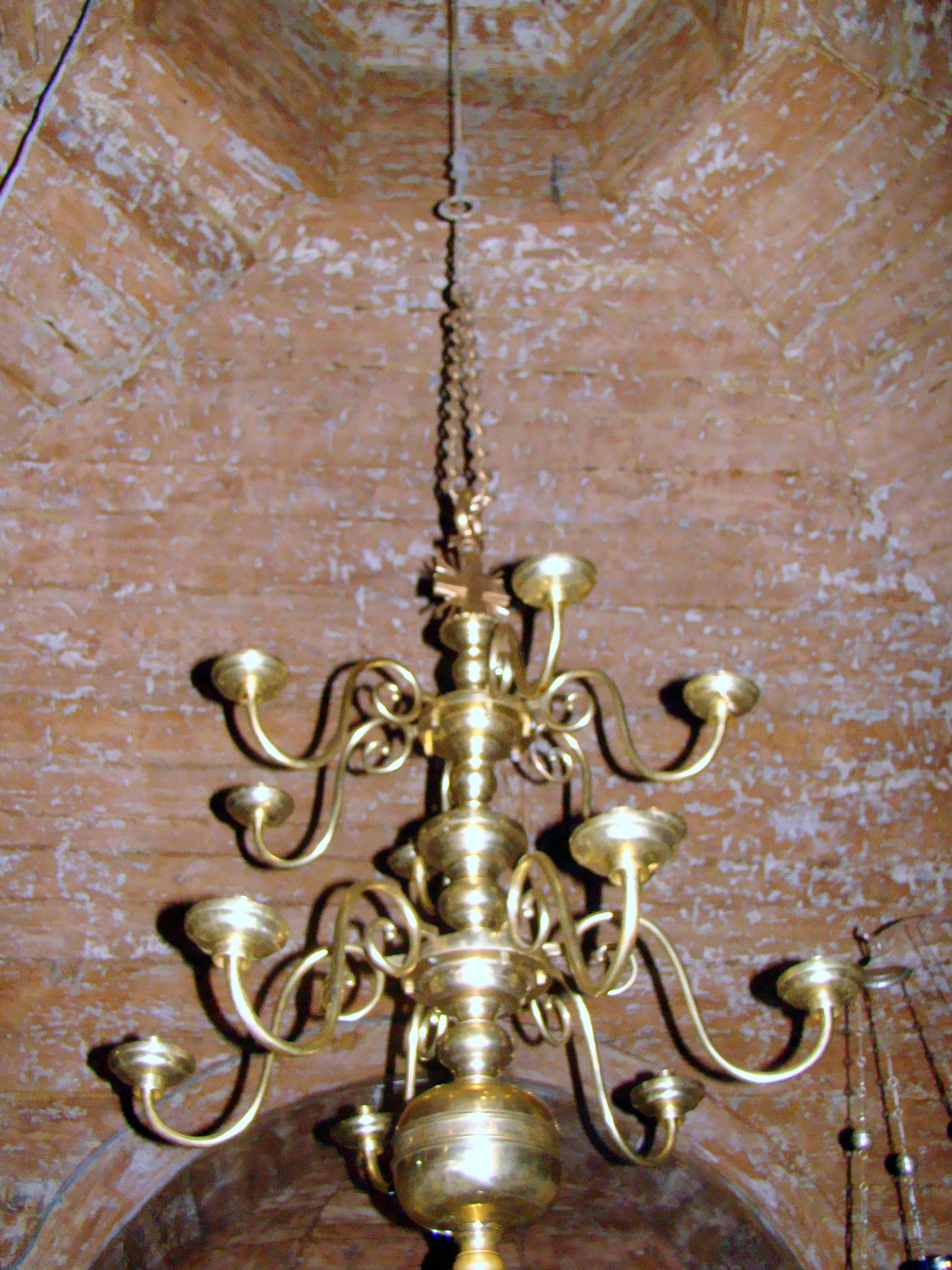
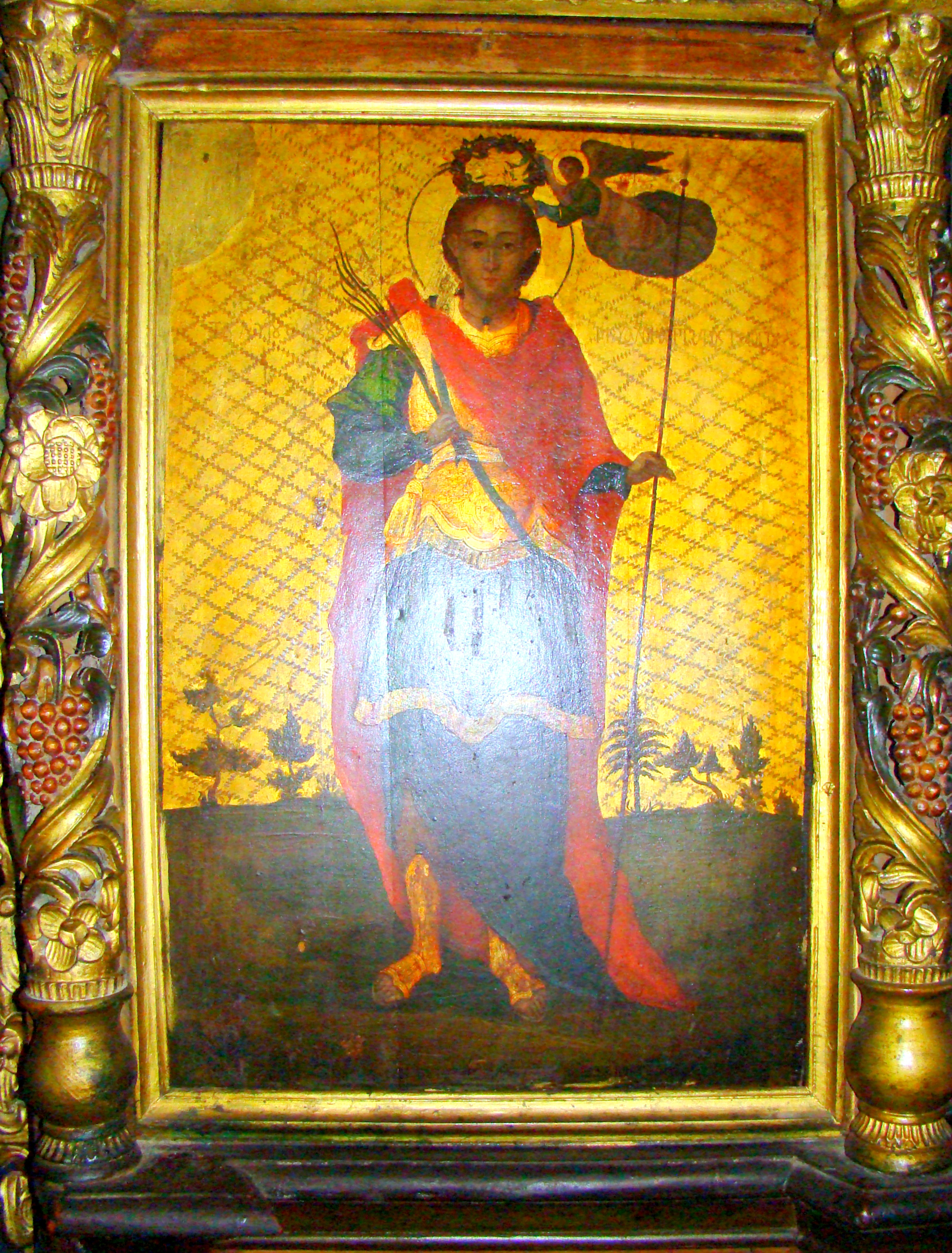
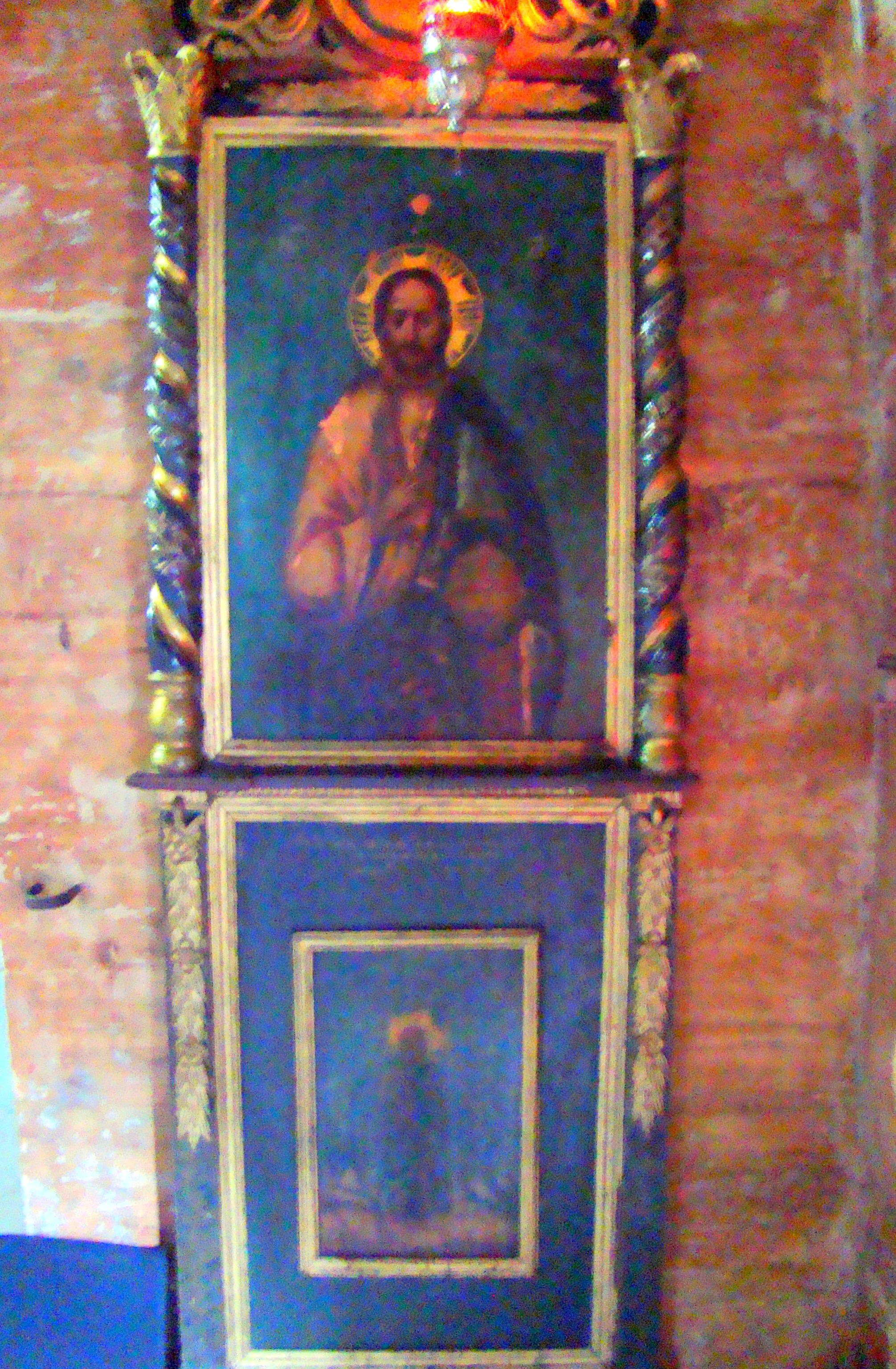
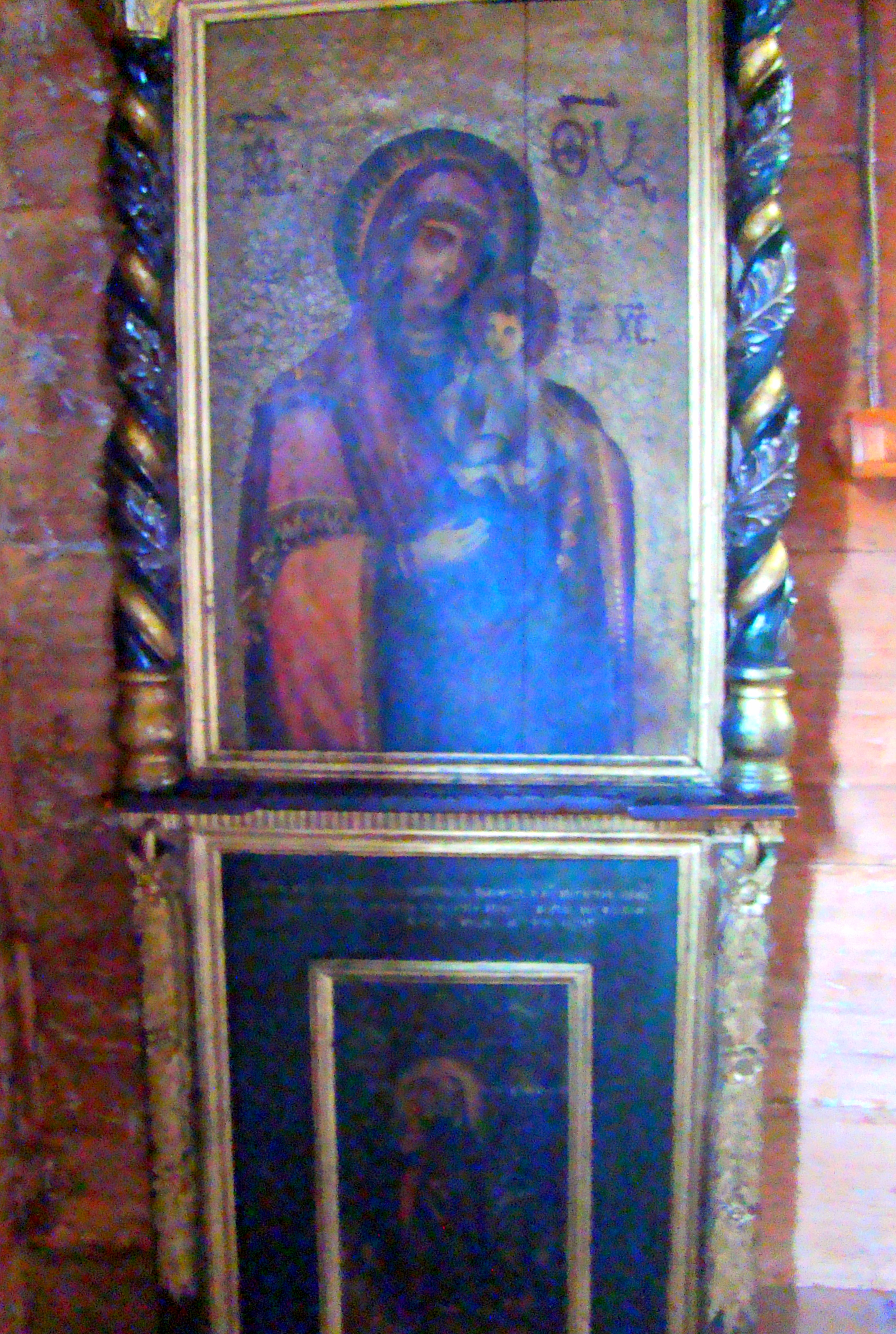
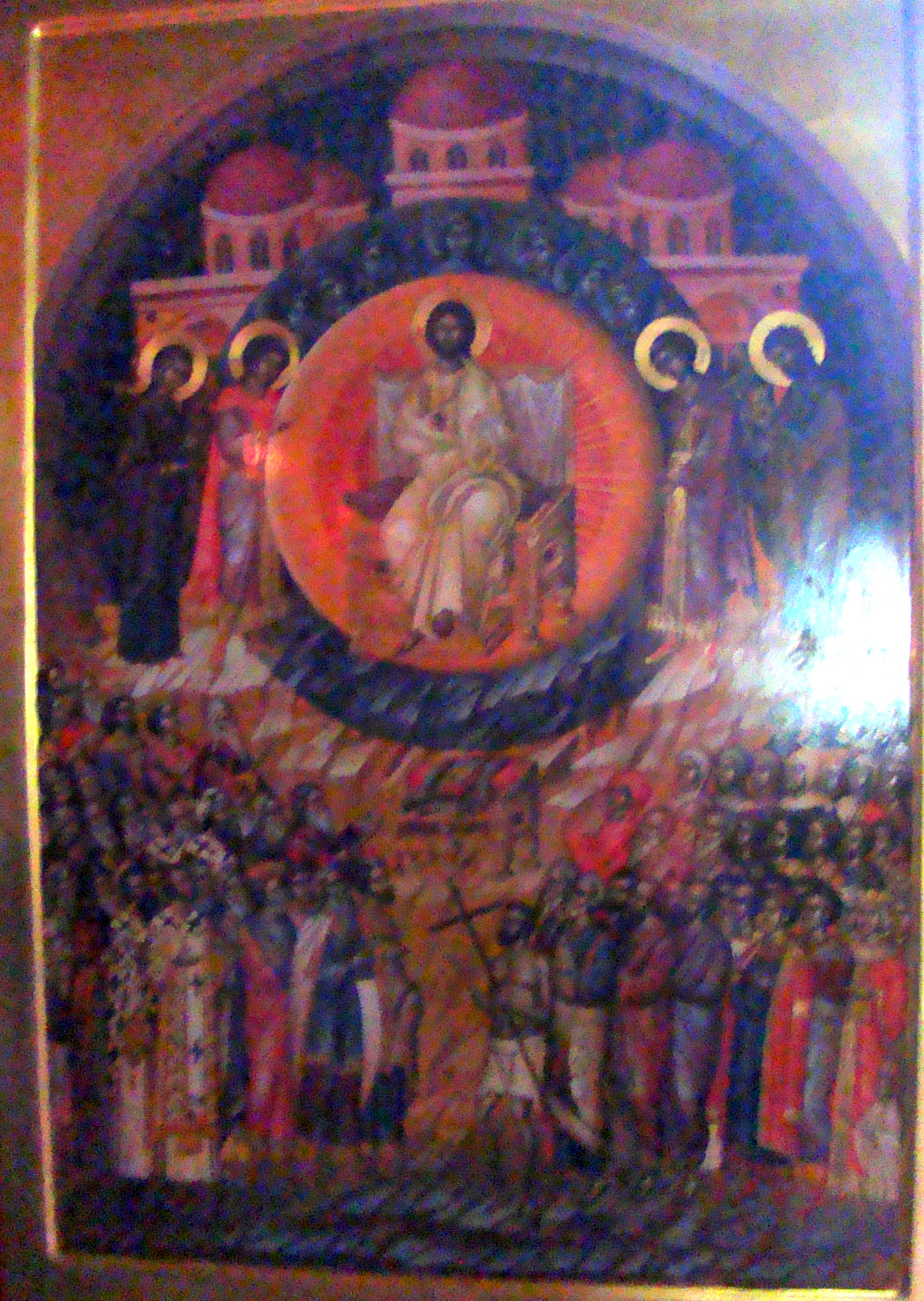
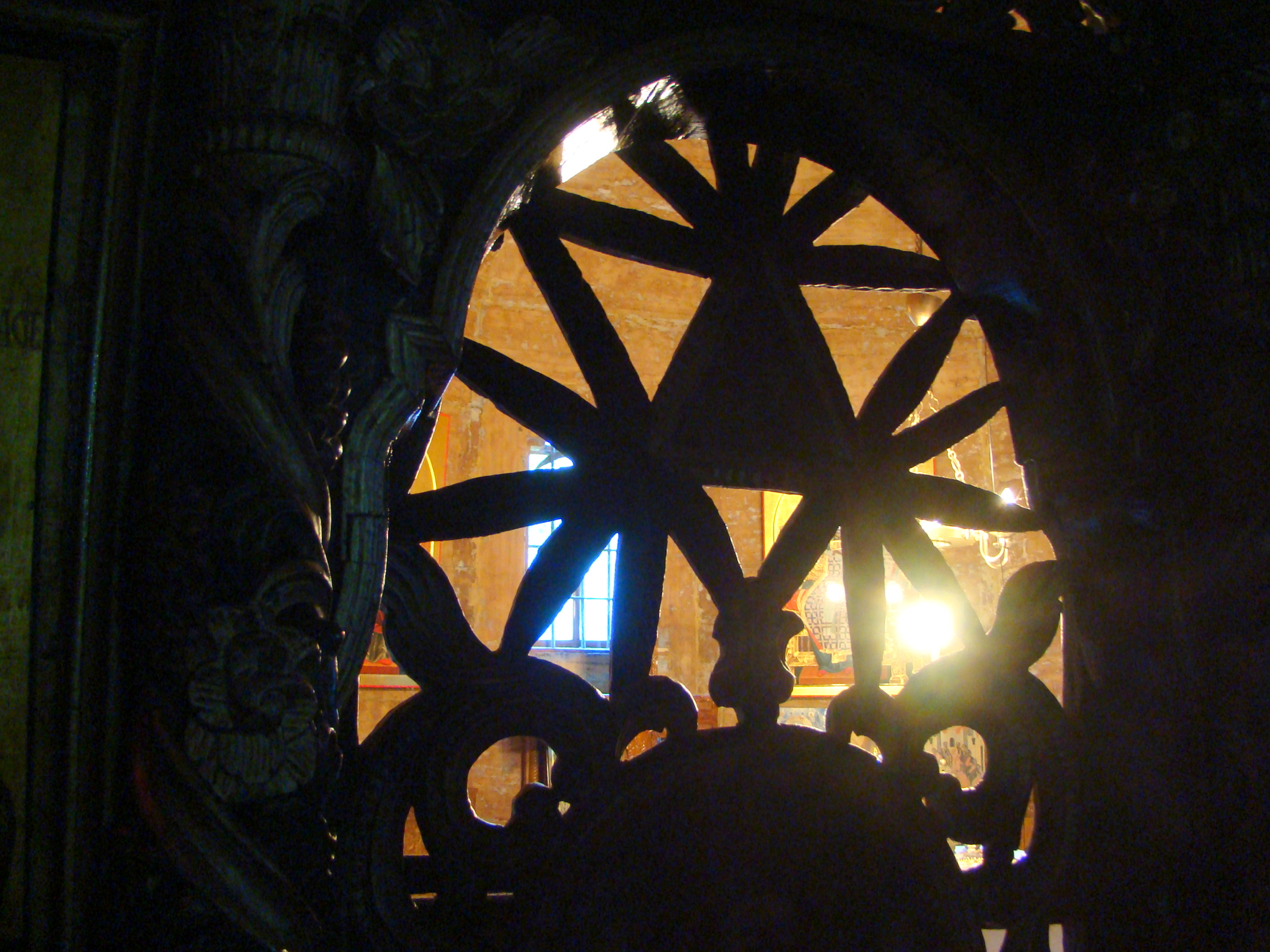
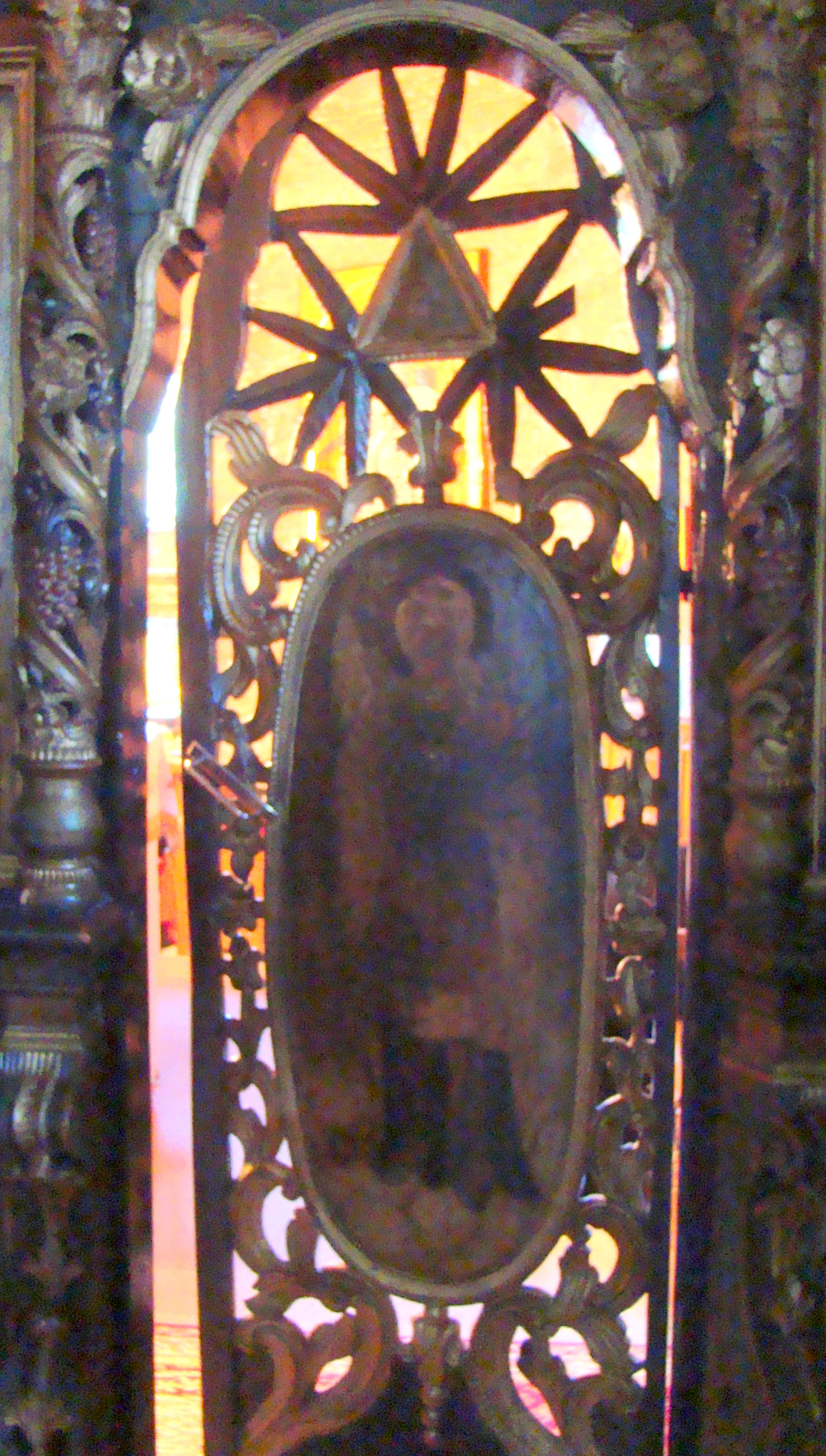
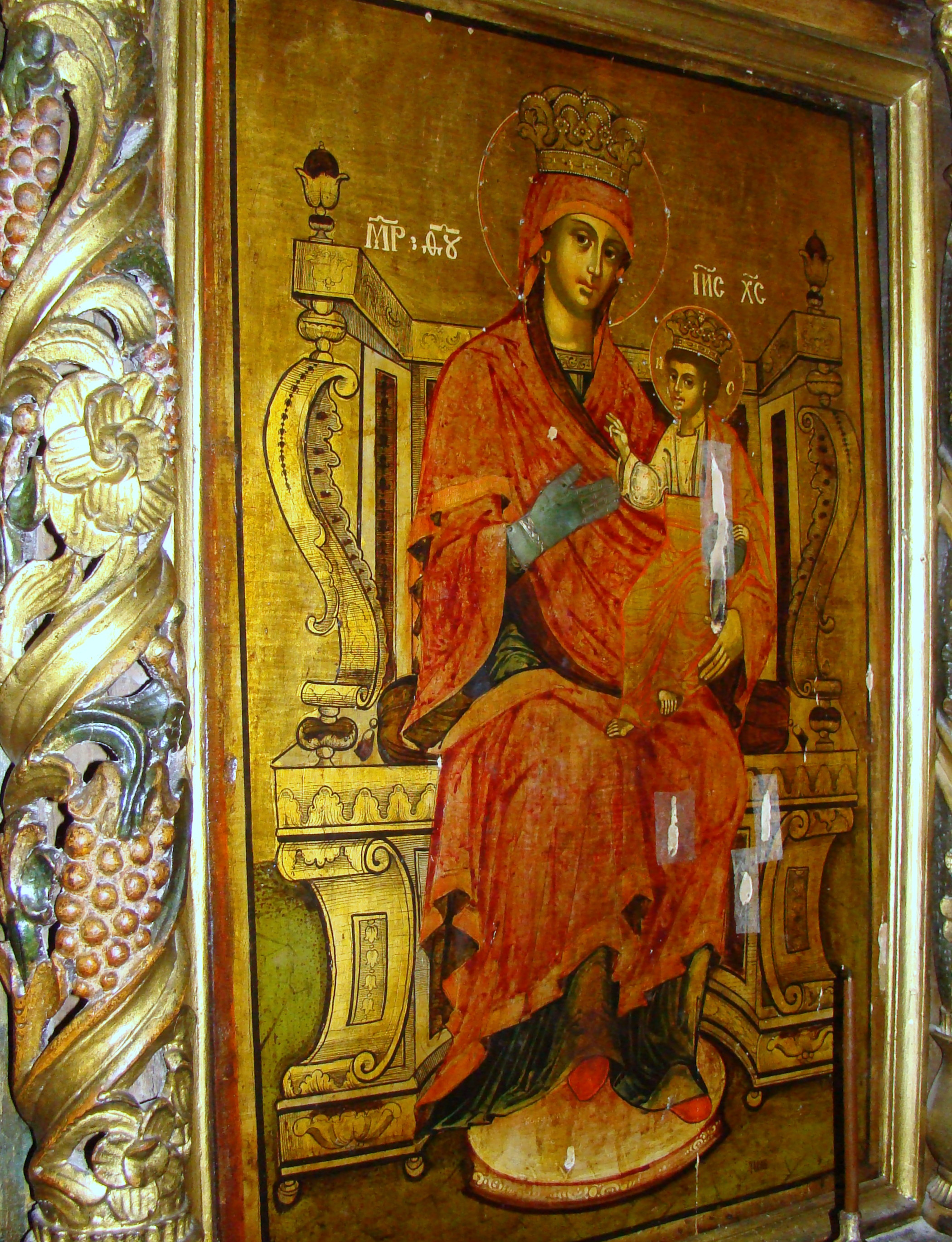
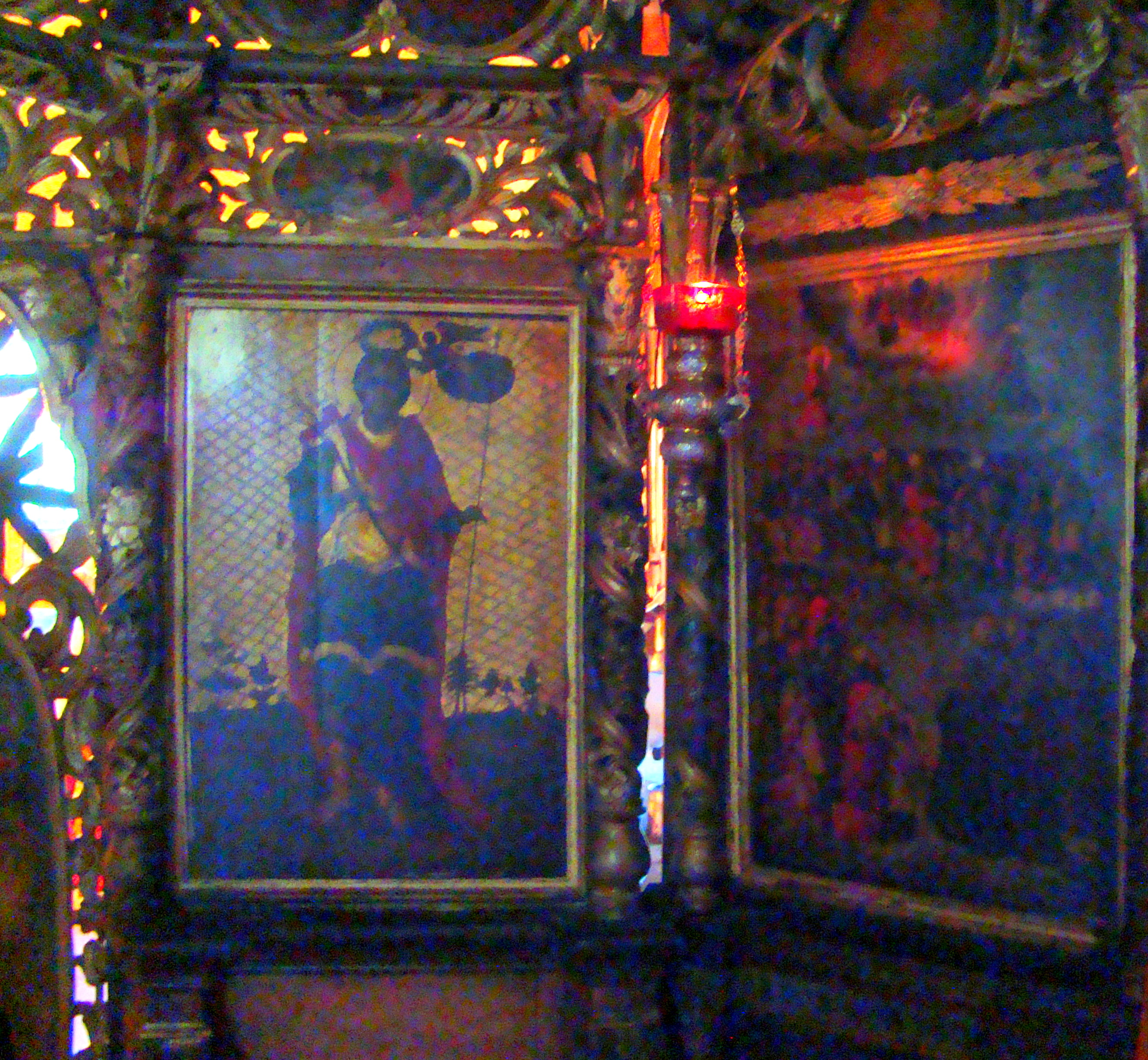
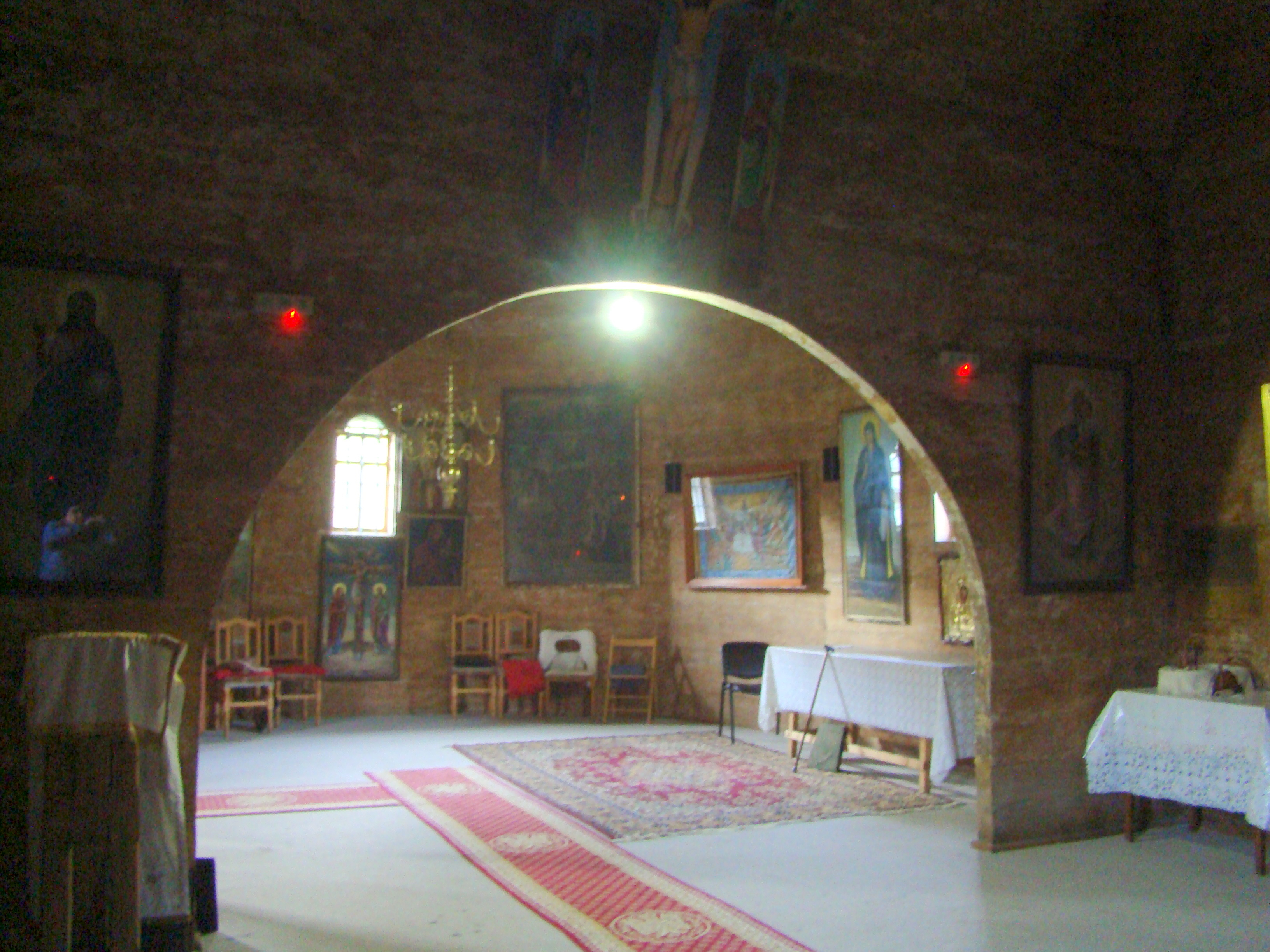

## Vezi și
- Schitu Tarcău, Neamț